# Розстріл сім'ї Романових
Розстріл сім'ї Романових (у російських джерелах переважно Розстріл царської сім'ї) — розстріл колишнього російського імператора Миколи II та його сім'ї здійснений у напівпідвальному приміщенні будинку Іпатьєва в Єкатеринбурзі в ніч із 16 на 17 липня 1918 року згідно із постановою виконкому Уральської обласної Ради робітничих, селянських та солдатських депутатів, який очолювали більшовики. Разом із сім'єю колишнього царя були розстріляні й члени її почту.
Більшість істориків кінця XX — початку XXI століття підтримують думку про те, що принципове рішення про розстріл Миколи II було ухвалене в Москві (при цьому зазвичай указують на керівництво Радянської Росії, зокрема Свердлова та Леніна). Проте спільної думки про те, чи була видана санкція на розстріл Миколи II без суду (що фактично відбулось), та чи була дана санкція на розстріл усієї сім'ї, серед істориків натепер немає.
Серед юристів також немає спільної думки з приводу того, чи був розстріл санкціонований вищим радянським керівництвом. Зокрема, якщо один із російських експертів-криміналістів Ю. Жук вважає безсумнівним фактом те, що виконком Уральської обласної Ради діяв у відповідності з інструкціями перших осіб Радянської держави, то старший слідчий з особливо важливих справ Слідчого Комітету Росії В. М. Соловйов котрий із 1993 року проводив розслідування обставин убивства сім'ї колишнього царя, у своїх інтерв'ю в 2008—2011 роках стверджував, що розстріл Миколи II та його сім'ї проводився без санкції Леніна та Свердлова.
Оскільки до рішення Президії Верховного суду Росії від 1 жовтня 2008 року вважалось, що Уральська обласна рада не була судовим або іншим органом, який мав повноваження виносити вирок, вищеназвані події тривалий час розглядались із юридичної точки зору не як політичні репресії, а як убивство, що перешкоджало посмертній реабілітації Миколи II та його сім'ї.
Останки п'яти членів сім'ї колишнього російського імператора, а також їх слуг, знайдені в липні 1991 року неподалік Єкатеринбурга під насипом Старої Коптяковської дороги. Під час слідства по кримінальній справі, яку проводила Генпрокуратура Росії, останки були ідентифіковані. 17 липня 1998 року останки членів сім'ї Романових поховані в Петропавловському соборі в Санкт-Петербурзі. У липні 2007 року знайдені також останки сина останнього російського імператора Олексія та доньки Марії.
У вересні 2015 року Слідчий комітет Росії відновив розслідування за фактом загибелі сім'ї Романових.

## Передісторія

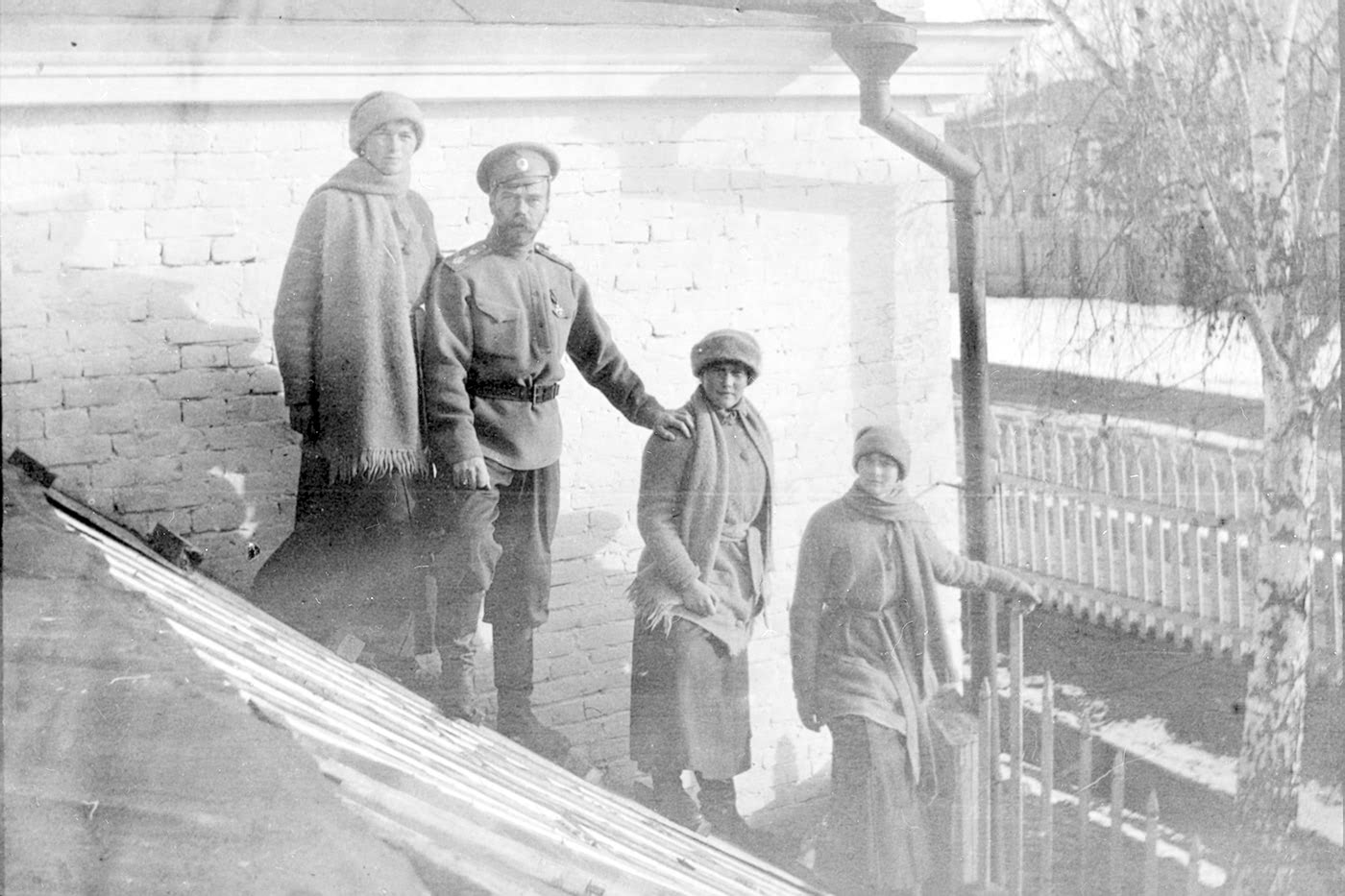
Микола II із дочками Ольгою, Анастасією і Тетяною (Тобольськ, зима 1917 року)

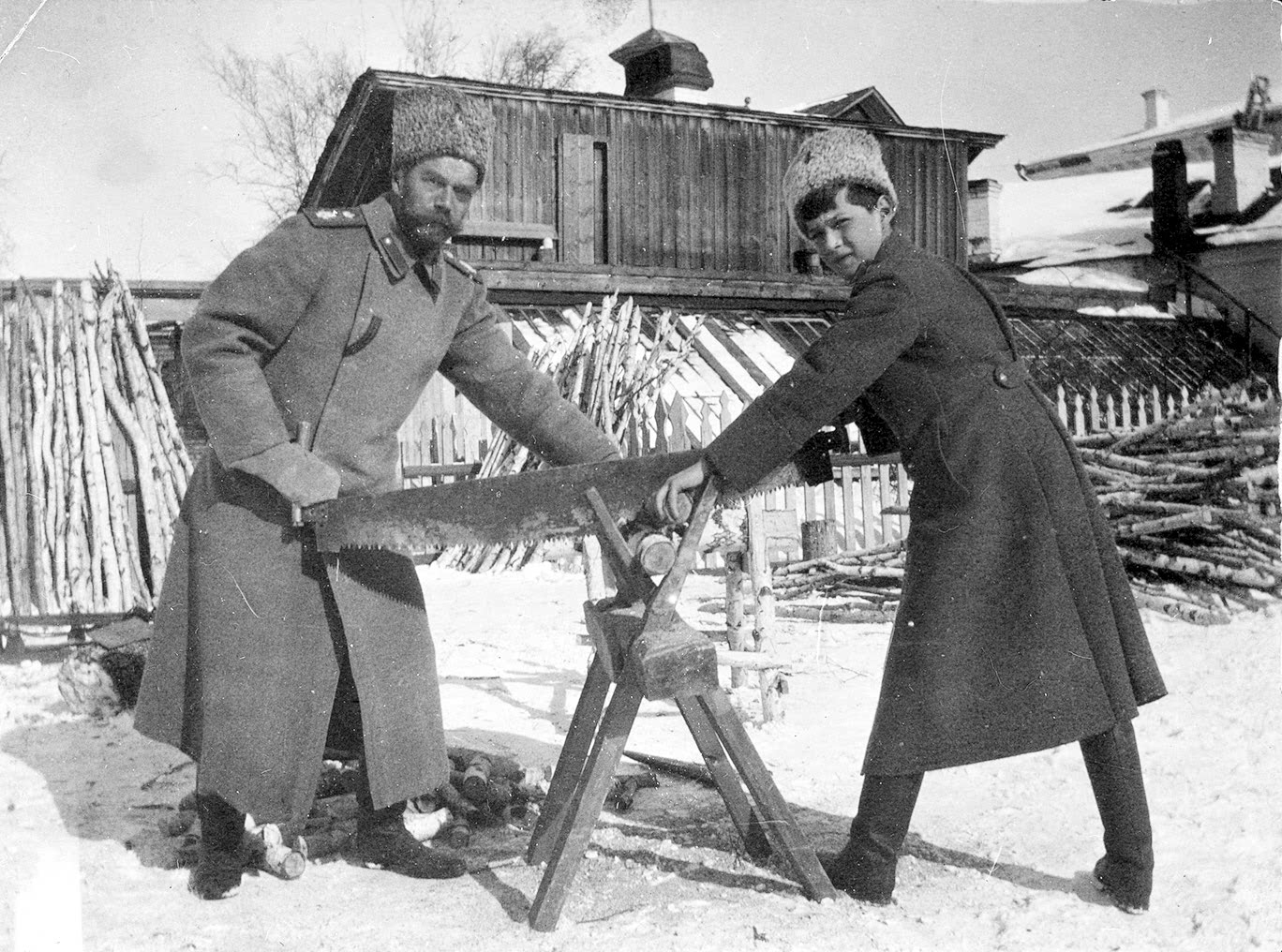
Микола II зі спадкоємцем у засланні в Тобольську, 1917 рік

Унаслідок Лютневої революції Микола II зрікся престолу та разом із сім'єю знаходився під домашнім арештом у Царському Селі. За свідченнями Олександра Керенського, коли він, міністр юстиції Тимчасового уряду, лише через 5 днів після відречення царя вийшов на трибуну Московської Ради, його засипали зливою викриків із залу з вимогою стратити Миколу II. Він писав у своїх спогадах:
«Смертна кара Миколи Другого та відправка його сім'ї з Александровського палацу в Петропавлівську фортецю або Кронштадт — ось шалені, іноді несамовиті вимоги сотень усіляких делегацій, депутацій та резолюцій, що з'являлися та пред'являлися Тимчасовому уряду…»
Оригінальний текст (рос.)
Смертная казнь Николая Второго и отправка его семьи из Александровского дворца в Петропавловскую крепость или Кронштадт — вот яростные, иногда исступлённые требования сотен всяческих делегаций, депутаций и резолюций, являвшихся и предъявлявших их Временному правительству…
У серпні 1917 року Миколу ІІ та членів його сім'ї вислали до Тобольська.
Після приходу більшовиків до влади, на початку 1918 року, радянський уряд обговорював пропозицію провести відкритий судовий процес над колишнім царем. Історик Латишев у своїй книзі пише, що ідея суду над Миколою II була підтримана Троцьким, проте Ленін виказав сумнів у своєчасності проведення такого процесу. За свідченням наркома юстиції Штейнберга, це питання більшовики відклали на невизначений термін, який так і не настав.
На думку історика В. М. Хрустальова, до весни 1918 року більшовицьке керівництво розробило план зі збору усіх представників династії Романових на Уралі, де їх можна було б утримувати на значній віддалі від зовнішніх небезпек у вигляді Німецької імперії та Антанти, а з іншого боку, більшовики, що мали у цій місцевості великий політичний вплив, могли б утримувати ситуацію з Романовими під своїм контролем. У такому місці, як писав історик, Романових можна було б знищити, знайшовши для цього необхідний привід. У квітні — травні 1918 року Миколу II разом із родиною та обслуговчим персоналом доставили з охороною з Тобольська до «червоної столиці Уралу» — Єкатеринбурга — де до цього часу вже знаходились інші представники імператорського дому Романових. Саме тут у середині липня 1918 року, в період стрімкого наступу антибільшовицьких сил (Чехословацького корпусу та Сибірської армії), які наближалися до Єкатеринбурга (і дійсно взяли його під свій контроль за вісім днів), була здійснена розправа над родиною колишнього царя.
Однією із причин розстрілу представники місцевих більшовиків називали розкриття змови, яка буцімто мала на меті звільнення Миколи II. Проте, згідно зі спогадами членів колегії Уральської ОблЧК І. І. Родзинського та М. О. Медведєва (Кудріна), в дійсності ця змова була провокацією, яку організували уральські більшовики, щоб, як вважають сучасні дослідники, отримати підстави для позасудової розправи.

## Перебіг подій

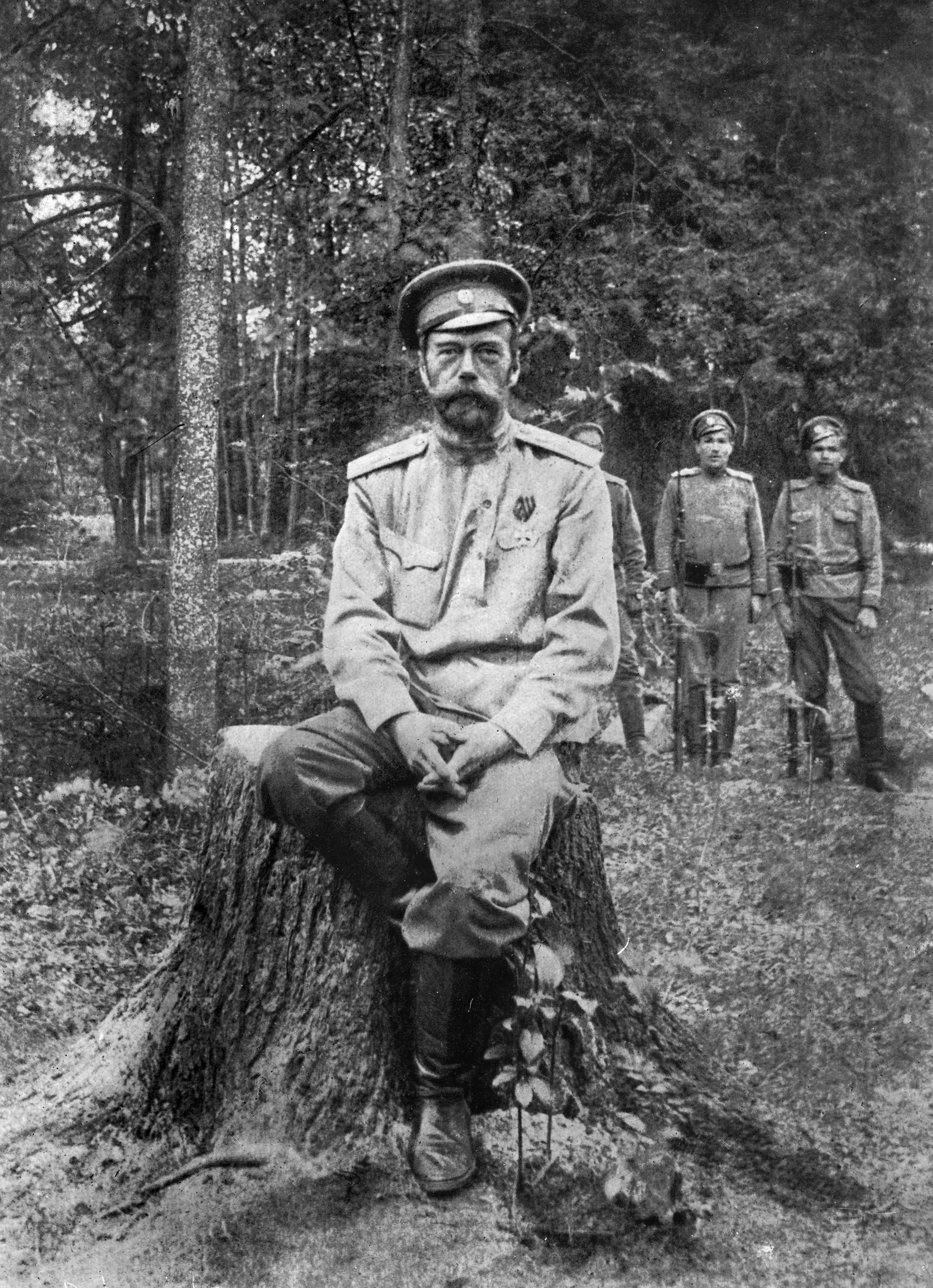
Одна із останніх фотографій Миколи II, зроблена під час його заслання до Тобольська

### Заслання до Єкатеринбурга
Історик О. М. Боханов пише, що існує багато гіпотез, чому царя разом із сім'єю перевезли з Тобольська до Єкатеринбурга, та чи мав він намір утекти; в той же час, Боханов вважає цілком встановленим фактом те, що передумовою переїзду до Єкатеринбурга було бажання більшовиків забезпечити колишньому цареві та його родині більш жорсткий режим утримання та підготуватися до їх ліквідації.
Проте, за дослідженнями істориків, більшовики на той час не були однорідною силою.
1 квітня ВЦВК ухвалив рішення перевести царську сім'ю до Москви. Категорично проти цього рішення виступила місцева влада Уралу та запропонували перевести сім'ю Романових до Єкатеринбурга. Ймовірно, в результаті протистояння Москви та Уралу, з'явилось нове рішення ВЦВК від 6 квітня 1918 року, згідно з яким усі арештовані направлені на Урал. У підсумку рішення ВЦВК звелись до розпорядження про підготовку відкритого судового процесу над Миколою ІІ та про переміщення царської сім'ї до Єкатеринбурга. Цей переїзд доручили організувати особливому уповноваженому ВЦВК Василю Яковлєву, якого Свердлов добре знав за спільною революційною роботою під час революції 1905—1907 років.
Секретну місію із вивезення Романових до Єкатеринбурга, метою якої в подальшому мало стати їх подальше транспортування до Москви, очолив присланий із Москви до Тобольська комісар Василь Яковлєв (Мячин). У зв'язку із хворобою сина Миколи II Олексія вирішено залишити всіх дітей, крім Марії, в Тобольську, маючи надію, що вони приєднаються до сім'ї пізніше.
26 квітня 1918 року Романови під охороною кулеметників покинули Тобольськ, а 27 квітня увечері прибули до Тюмені. 30 квітня поїзд із Тюмені прибув до Єкатеринбурга, де Яковлєв передав колишнього царя, його дружину і дочку Марію керівнику Уральської обласної ради О. Г. Бєлобородову. Разом із Романовими до Єкатеринбурга прибули князь В. О. Долгоруков, Є. С. Боткін, А. С. Демидова, Т. І. Чемодуров, І. Д. Седньов.
Існують свідчення, що під час переїзду Миколи II із Тобольська до Єкатеринбурга керівництво Уральської області робило спроби вбити колишнього царя. Пізніше Бєлобородов у своїх незакінчених спогадах писав:
«Ми вважали, що, певно, немає ніякої необхідності доставляти Миколу до Єкатеринбурга, так що якби склалися сприятливі умови під час його переведення, то його слід було б розстріляти по дорозі. Такий наказ мав Заславський, і увесь час старався здійснити його виконання, хоча й безрезультатно… Його наміри були розгадані Яковлєвим…»
Оригінальний текст (рос.)
Мы считали, что, пожалуй, нет даже надобности доставлять Николая в Екатеринбург, что если представятся благоприятные условия во время его перевода, он должен быть расстрелян по дороге. Такой наказ имел Заславский и всё время старался предпринять шаги к его осуществлению, хотя и безрезультатно… Его намерения были разгаданы Яковлевым…
За твердженнями П. М. Бикова, на 4-й Уральській обласній конференції РКП(б), яка проходила в цей час у Єкатеринбурзі «в приватному спілкуванні більшість делегатів висловлювалися за необхідність найшвидшого розстрілу Романових», метою чого мало бути попередження спроби відновлення монархії в Росії.
Протистояння, що виникло під час переїзду з Тобольська до Єкатеринбурга, між посланими з Єкатеринбурга загонами та Яковлєвим, якому стало відомо про наміри уральців знищити Миколу II, вдалось вирішити лише шляхом переговорів з Москвою, які проводили обидві сторони. Москва у лиці Свердлова вимагала від уральського керівництва гарантій безпеки царської сім'ї, й лише після того, як вони були надані, Свердлов підтвердив раніше дане Яковлєву розпорядження везти Романових на Урал.
23 травня 1918 року до Єкатеринбурга прибули інші діти Миколи II у супроводі групи слуг та частини імператорської свити. У Будинок Іпатьєва були допущені А. Є. Трупп, І. М. Харитонов, племінник І. Д. Седньова Леонід Седньов та Г. К. Нагорний.

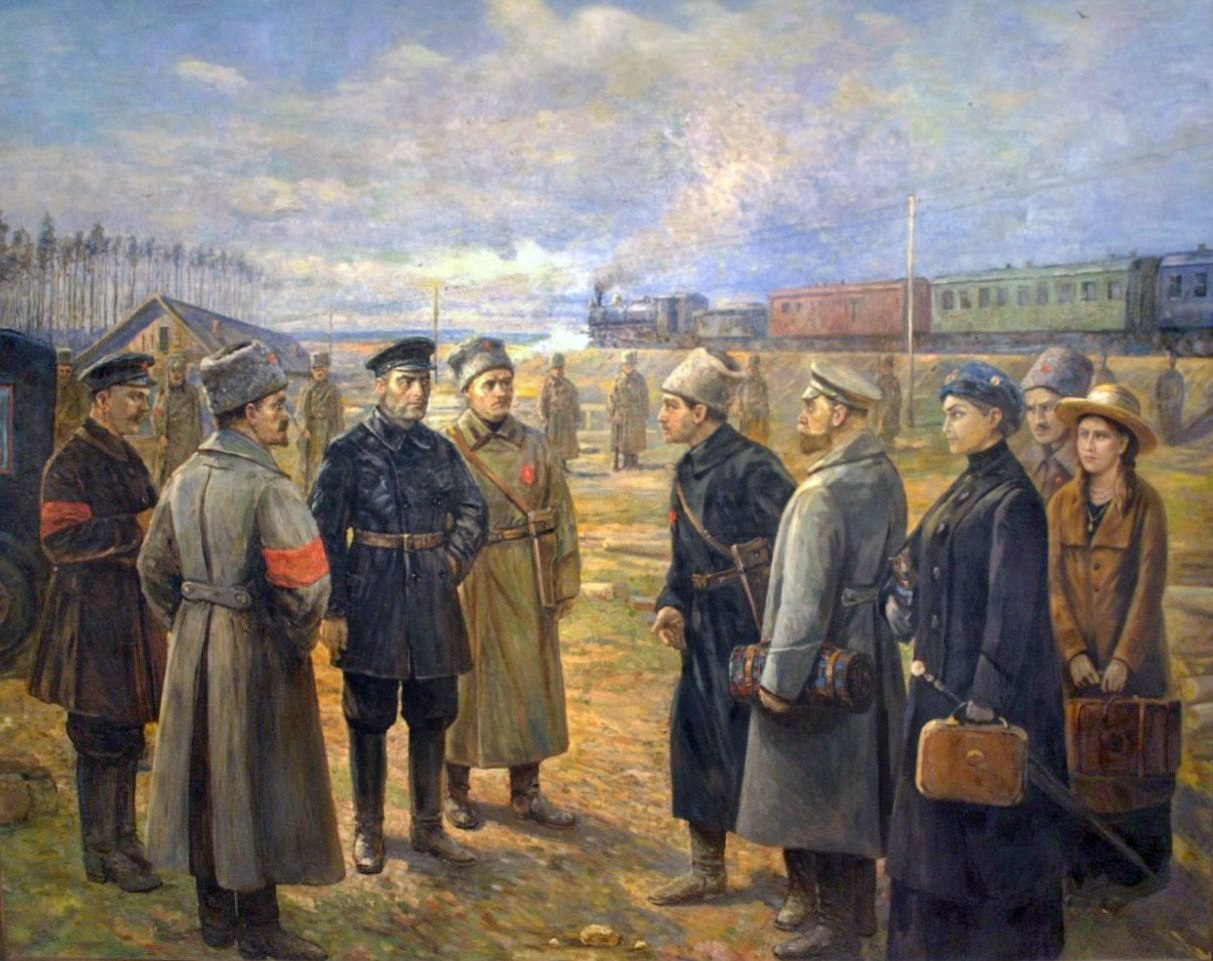
«Передача сім'ї Романових Уральській облраді». Художник В. М. Пчелін. 1927 рік

Відразу після прибуття до Єкатеринбурга чекісти арештували чотирьох осіб із числа тих, хто супроводжував дітей колишнього царя: ад'ютанта царя князя І. Л. Татищева, камердинера дружини царя О. А. Волкова, її камер-фрейліну княгиню А. В. Гендрикову та придворну лектрису К. А. Шнейдер. Татищев та князь Долгоруков, який прибув до Єкатеринбурга разом із царським подружжям, були розстріляні в Єкатеринбурзі. Гендрикова, Шнейдер та Волков після розстрілу царської сім'ї були переведені до Пермі у зв'язку із евакуацією Єкатеринбурга. Там вони були засуджені органами ЧК до страти як заложники; у ніч із 3 на 4 вересня 1918 року Гендрикова та Шнейдер були розстріляні, Волкову вдалось утекти безпосередньо із місця страти.
Згідно із версією учасника цих подій, більшовика П. М. Бикова, у князя Долгорукова, який, за словами Бикова, вів себе підозріло, були знайдені дві карти Сибіру з позначеними водними шляхами та «якимись спеціальними помітками», а також значна сума грошей. Його покази підтверджували те, що він мав намір організувати втечу Романових із Тобольська.
Більшості із членів свити, які не були арештовані, наказали покинути Пермську губернію. Лікарю спадкоємця престолу В. М. Деревенко дозволено залишитися в Єкатеринбурзі як приватній особі, та два рази на тиждень оглядати Олексія під наглядом Авдєєва, коменданта будинку Іпатьєва.

### Арешт у будинку Іпатьєва
Сім'ю Романових розмістили в «будинку особливого призначення» — реквізованому маєтку військового інженера у відставці М. М. Іпатьєва. У ньому разом із сім'єю Романових проживали лікар Є. С. Боткін, камер-лакей А. Є. Трупп, покоївка колишньої імператриці А. С. Демидова, кухар І. М. Харитонов та кухарчук Леонід Седньов.
Будинок гарний, чистий. Нам відведені чотири кімнати: спальня кутова, вбиральня, поруч їдальня з вікнами в садок і з видом на низовинну частину міста, та, насамкінець, простора зала з аркою без дверей. <…>
Розмістились таким чином: Алікс [імператриця], Марія та я утрьох у спальні, вбиральня спільна, в їдальні — Н[юта] Демидова, у залі — Боткін, Чемодуров і Седньов. Неподалік під'їзду кімната кар[аульного] офіцера. Варта розміщувалася у двох кімнатах неподалік їдальні. Щоб йти до ванної та W.C. [ватерклозет], слід пройти повз вартового біля дверей кар[аульного] приміщення. Навколо будинку збудований високий паркан із дощок на віддалі два сажені від вікон; там стояли вартові, вишикувані у ланцюг, у садку також стояли вартові.
Оригінальний текст (рос.)
Дом хороший, чистый. Нам были отведены четыре комнаты: спальня угловая, уборная, рядом столовая с окнами в садик и с видом на низменную часть города, и, наконец, просторная зала с аркою без дверей. <…>Разместились следующим образом: Аликс [императрица], Мария и я втроём в спальне, уборная общая, в столовой — Н[юта] Демидова, в зале — Боткин, Чемодуров и Седнёв. Около подъезда комната кар[аульного] офицера. Караул помещался в двух комнатах около столовой. Чтобы идти в ванную и W.C. [ватерклозет], нужно проходить мимо часового у дверей кар[аульного] помещения. Вокруг дома построен очень высокий досчатый забор в двух саженях от окон; там стояла цепь часовых, в садике тоже.
Царська родина провела у своєму останньому будинку 78 днів.
Комендантом «будинку особливого призначення» призначено О. Д. Авдеєва.

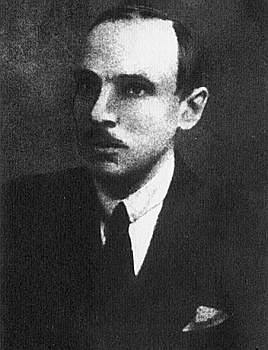
Судовий слідчий з особливо важливих справ Омського окружного суду М. О. Соколов. Аж до розсекречення радянських джерел у 1989—1992 гг. матеріали Соколова та праці, які на них опираються Вільтона та Дітеріхса були основним джерелом даних про розстріл царської родини.

 Слідчий Соколов, котрому О. В. Колчак у лютому 1919 року доручив продовжити веде́ння справи про вбивство Романових, зумів відновити картину останніх місяців життя царської родини із частиною свити в будинку Іпатьєва. Зокрема, Соколов реконструював систему постів та їх розміщення, склав список зовнішньої та внутрішньої охорони. Одним із джерел інформації для слідчого Соколова стали свідчення члена царської свити камердинера Т. І. Чемодурова, який дивом залишився в живих, який заявив, що в будинку Іпатьєва був установлений дуже важкий режим, і відношення охорони було зовсім обурливим. Не повністю довіряючи його показам (у книзі Соколов говорить «я допускав, що Чемодуров міг бути не зовсім відкритим у своїх показах владі, та виясняв, що він розповідав іншим людям про життя в Іпатьєвському будинку» рос. я допускал, что Чемодуров мог быть не вполне откровенен в своих показаниях перед властью, и выяснял, что он рассказывал другим людям про жизнь в Ипатьевском доме), Соколов перевірив їх через колишнього начальника царської охорони Кобилінського, камердинера Волкова, а також Жильяра та Гіббса. Соколов також вивчив покази кількох інших колишніх членів свити колишнього царя, у тому числі П'єра Жильяра, викладача французької мови родом зі Швейцарії Самого Жильяра перевіз латиш Свікке (Родіонов) до Єкатеринбурга із дітьми царя, які виїхали із Тобольська пізніше, проте його не помістили у будинок Іпатьєва.
Окрім цього, після того, як Єкатеринбург перейшов у руки білих, були знайдені та допитані кілька колишніх охоронців будинку Іпатьєва, у тому числі Суєтін, Латипов та Летемін. Детальні покази дали колишній охоронець Проскуряков та колишній розвідний варти будинку Якимов.
За свідченням Т. І. Чемодурова, відразу після прибуття Миколи II із дружиною в будинок Іпатьєва їм провели обшук, причому «один із тих, хто проводили обшук, вихопив ридикюль із рук Вельможної Пані, чим спричинив зауваження Вельможного Пана: „До цього часу я мав справу лише із чесними та порядними людьми“» (рос. один из производивших обыск выхватил ридикюль из рук Государыни и вызвал замечание Государя: „До сих пор я имел дело с честными и порядочными людьми“).

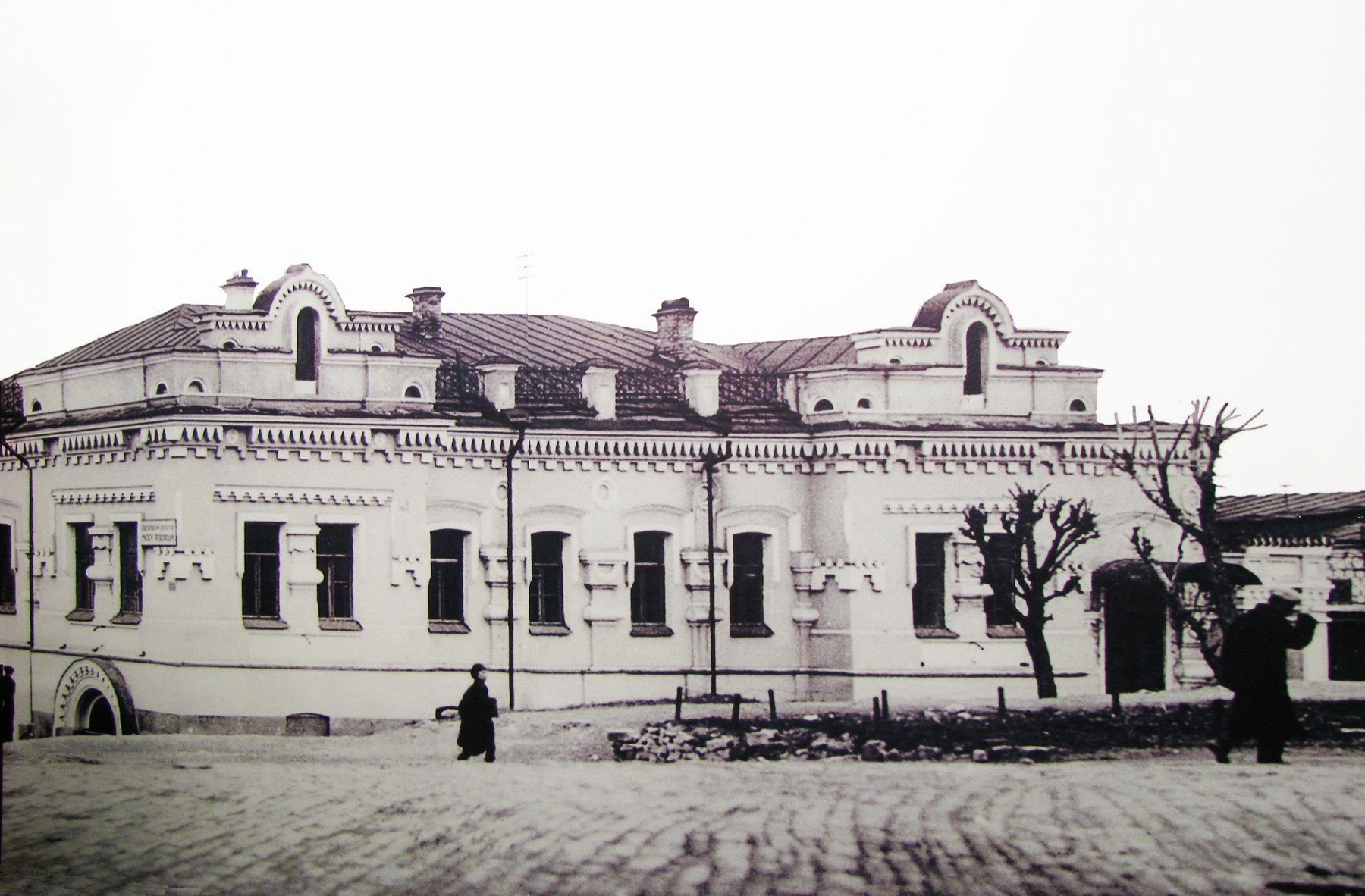
Будинок Іпатьєва

Колишній начальник царської охорони Кобилінський, зі слів Чемодурова, розповідав: «ставилась на стіл миска; ложок, ножів, виделок не вистачало; в обіді брали участь і червоноармійці; прийде хтось із них і лізе до миски: „Ну, вам уже досить“. Княжни спали на підлозі, оскільки не вистачало ліжок. Влаштовувалась перекличка. Коли княжни йшли до вбиральні, червоноармійці, ніби як варта, йшли за ними…» (рос. ставилась на стол миска; ложек, ножей, вилок не хватало; участвовали в обеде и красноармейцы; придёт какой-нибудь и лезет в миску: „Ну, с вас довольно“. Княжны спали на полу, так как кроватей у них не было. Устраивалась перекличка. Когда княжны шли в уборную, красноармейцы, якобы для караула, шли за ними…). Свідок Якимов (під час подій — розвідний варти) розповідав, що вартові співали пісні, «які, звичайно, не були приємні для царя» рос. которые, конечно, не были приятны для царя: «Дружно, товарищи, в ногу», «Отречёмся от старого мира» та інші. Слідчий Соколов також пише, що «яскравіше усіляких слів говорить сам будинок Іпатьєва, про те, як жилось тут в'язням. Незвичні за цинізмом написи та зображення із незмінною темою: про Распутіна» (рос. красноречивее всяких слов говорит сам дом Ипатьева, как жилось здесь узникам. Необычные по цинизму надписи и изображения с неизменной темой: о Распутине). У довершення всього, згідно з показами опитаних Соколовим свідків, хлопець із робітників Файка Сафонов демонстративно наспівував безпосередньо під вікнами царської сім'ї непристойні частівки.
Соколов також дуже негативно характеризує частину охоронців будинку Іпатьєва, називаючи їх «розпропагандованими покидьками із середовища російського народу» (рос. распропагандированными отбросами из среды русского народа), а першого коменданта будинку Іпатьєва Авдеєва — «найяскравішим представником цих покидьків робітничого середовища: типовий мітинговий крикун, зовсім нетямущий, глибокий невіглас, пияк та злодій» (рос. самым ярким представителем этих отбросов рабочей среды: типичный митинговый крикун, крайне бестолковый, глубоко невежественный, пьяница и вор). Повідомлялося також про крадіжку царських речей охороною. Вартові розкрадали також продукти, які присилали арештованим монахині жіночого Ново-Тихвинського монастиря.
Річард Пайпс пише, що крадіжки царського майна, які розпочались у цей час, не могли не тривожити Миколу та Олександру, оскільки серед інших речей у сараї знаходились ящики з їх особистими листами та щоденниками. Окрім цього, як пише Пайпс, існують чимало розповідей про грубе поводження охоронців із членами родини колишнього царя: про те, що охоронці могли дозволити собі в будь-який час зайти до кімнати княжень, що вони забирали їжу, і навіть штовхали колишнього царя. «Хоча ці розповіді й мають під собою певні підстави, проте в них багато перебільшень. Комендант і охорона, без сумнівів, вели себе грубо, проте немає свідчень, що підтверджують відкриті зловживання.» (рос. Хотя такие рассказы и небезосновательны, в них многое преувеличено. Комендант и охрана, без сомнения, вели себя грубо, но нет свидетельств, подтверждающих открытые злоупотребления). Велетенський спокій, який відзначають ряд авторів, із яким Микола та члени його сім'ї переносили тягар неволі, Пайпс пояснює почуттям власної гідності та «фаталізмом, який укоренився в їх глибокій релігійності» (рос. фатализмом, коренившимся в их глубокой религиозности).

### Провокація. Листи «офіцера Російської армії»
17 червня арештованим повідомили, що монахиням Ново-Тихвинського монастиря дозволено доставляти до їх столу яйця, молоко та вершки. Як пише Р. Пайпс, 19 чи 20 червня царська родина виявила у пробці однієї з пляшок із вершками записку французькою мовою:
«Друзі не дрімають та надіються, що час, якого так довго чекали, настав. Повстання чехословаків становить усе більш серйозну загрозу для більшовиків. Самара, Челябінськ та весь східний і західний Сибір знаходяться під контролем національного Тимчасового Уряду. Дружня армія слов'ян уже за вісімдесят кілометрів від Єкатеринбурга, опір солдатів Червоної Армії безуспішний. Будьте уважні до всього, що відбувається назовні, чекайте та надійтеся. Проте, благаю вас, будьте обережними, тому що більшовики, поки їх ще не перемогли, представляють для вас реальну та серйозну небезпеку. Будьте напоготові у будь-який час, удень і вночі. Зробіть креслення ваших двох кімнат: розміщення, меблі, ліжка. Напишіть точний час, коли ви усі лягаєте спати. Один із вас повинен відтепер не спати від 2 до 3 години щоночі. Дайте відповідь кількома словами, проте надайте, прошу вас, необхідні дані вашим друзям назовні. Передайте відповідь тому ж солдату, який вручить вам цю записку, письмово, проте не кажіть ні одного слова.
Той, хто готовий померти за вас.
Офіцер Російської армії.»
Оригінальний текст (рос.)
[Друзья не дремлют и надеются, что час, которого так долго ждали, настал. Восстание чехословаков представляет всё более серьёзную угрозу для большевиков. Самара, Челябинск и вся восточная и западная Сибирь находятся под контролем национального Временного правительства. Дружественная армия славян уже в восьмидесяти километрах от Екатеринбурга, сопротивление солдат Красной Армии безуспешно. Будьте внимательны ко всему, что происходит снаружи, ждите и надейтесь. Но в то же время, умоляю вас, будьте осмотрительны, ибо большевики, пока их ещё не победили, представляют для вас реальную и серьёзную опасность. Будьте наготове во всякий час, днём и ночью. Сделайте чертёж ваших двух комнат: расположение, мебель, кровати. Напишите точный час, когда все вы ложитесь спать. Один из вас должен отныне бодрствовать от 2 до 3 каждую ночь. Ответьте несколькими словами, но дайте, прошу вас, необходимые сведения вашим друзьям снаружи. Передайте ответ тому же солдату, который вручит вам эту записку, письменно, но не говорите ни слова. Тот, кто готов умереть за вас. Офицер Русской армии.] Помилка: {{Lang}}: текст вже має курсивний шрифт (допомога)
Les amis ne dorment plus et espèrent que l'heure si longtemps attendue est arrivée. La révolte des tschekoslovaques ménace les bolcheviks de plus en plus sérieusement. Samara, Tschelabinsk et toute la Sibirie orientale et occidentale est au pouvoir de gouvernement national provisoir. L'armée des amis slaves est à quatre-vingt kilometres d'Ekaterinbourg, les soldats de l'armée rouge ne résistent pas efficassement. Soyez attentifs au tout mouvement de dehors, attendez et esperez. Mais en meme temps, je vous supplie, soyez prudents, parce que les bolcheviks avant d'etre vaincus represent pour vous le peril réel et serieux. Soyez prêts toutes les heures, la journée et la nuit. Faite le croquis des vos deux chambres, les places, des meubles, des lits. Écrivez bien l'heure quant vous allez coucher vous tous. L'un de vous ne doit dormir de 2 à 3 heure toutes les nuits qui suivent. Répondez par quelques mots mais donnez, je vous en prie, tous les renseignements utiles pour vos amis de dehors. C'est au meme soldat qui vous transmet cette note qu'il faut donner votre reponse par écrit mais pas un seul mot.
Un qui est prêt à mourir pour vous
L'officier de l'armée Russe.
У щоденнику Миколи II навіть з'являється запис від 14 (27) липня, в якому сказано: «Днями ми отримали два листи, один за іншим, [у яких] нам повідомляли, щоб ми приготувались до викрадення якимись відданими людьми!» (рос. На днях мы получили два письма, одно за другим, [в которых] нам сообщали, чтобы мы приготовились быть похищенными какими-то преданными людьми!). Згідно з даними літературних джерел, є згадки про чотири листи «офіцера» та відповіді Романових на них.
У третьому листі, отриманому 26 червня, «російський офіцер» просив бути напоготові та чекати сигналу. В ніч з 26 на 27 червня царська родина так і не лягала спати, «сиділи одягнуті». У щоденнику Миколи з'являється запис, що «чекання та невпевненість були дуже болісними» (рос. ожидание и неуверенность были очень мучительны).
28 червня родина колишнього царя відправляє листа, в якому повідомляє, що

Ми не хочемо й не можемо УТІКАТИ. Ми лише можемо бути викраденими силою, як силою нас привезли з Тобольська. Тому не розраховуйте на будь-яку нашу активну допомогу. У коменданта багато помічників, вони часто змінюються та стали стривоженими. Вони ретельно охороняють нашу в'язницю й наше життя та добре з нами поводяться. Ми б не бажали, щоб вони постраждали через нас або щоб ви постраждали через нас. Найголовніше, заради Бога, уникайте пролити кров. Збирайте інформацію про них самостійно. Спуститися з вікна без допомоги драбини абсолютно неможливо. Проте навіть як ми й спустимося, залишається велика небезпека, тому що вікно кімнати коменданта відкрите й на нижньому поверсі, вхід до якого веде з двору, встановлений кулемет. [Закреслено: «Тому залиште думку нас викрасти».] Якщо ви за нами спостерігаєте, ви завжди зможете спробувати врятувати нас у випадку неминучої та реальної небезпеки. Ми зовсім не знаємо, що відбувається назовні, оскільки не отримуємо ні газет, ні листів. Після того, як дозволили розклеїти вікно, спостереження посилилось, і ми не можемо навіть висунути у вікно голову без ризику отримати кулю в обличчя.
Оригінальний текст (рос.)
Мы не хотим и не можем БЕЖАТЬ. Мы только можем быть похищены силой, как силой нас привезли из Тобольска. Поэтому не рассчитывайте ни на какую нашу активную помощь. У коменданта много помощников, они часто сменяются и стали тревожны. Они бдительно охраняют нашу тюрьму и наши жизни и обращаются с нами хорошо. Мы бы не хотели, чтобы они пострадали из-за нас или чтобы вы пострадали за нас. Самое главное, ради Бога, избегайте пролить кровь. Собирайте информацию о них сами. Спуститься из окна без помощи лестницы совершенно невозможно. Но даже если мы спустимся, остаётся огромная опасность, потому что окно комнаты коменданта открыто и на нижнем этаже, вход в который ведёт со двора, установлен пулемёт. [Закреслено: «Поэтому оставьте мысль нас похитить».] Если вы за нами наблюдаете, вы всегда можете попытаться спасти нас в случае неминуемой и реальной опасности. Мы совершенно не знаем, что происходит снаружи, так как не получаем ни газет, ни писем. После того как разрешили распечатать окно, наблюдение усилилось и мы не можем даже высунуть в окно голову без риска получить пулю в лицо.

Річард Пайпс звертає увагу на дивні особливості цього листування: анонімний «російський офіцер» звичайно мав би бути монархістом, проте звертався до царя на «ви» («vous») замість «Ваша Величність» («Votre Majesté»), та й не зрозуміло, яким чином монархісти зуміли би підсунути листа у пробку. Збереглися спогади першого коменданта будинку Іпатьєва, Авдеєва, який стверджує, що чекісти буцімто знайшли справжнього автора листа, сербського офіцера Магича. Насправді, як наголошує Річард Пайпс, у Єкатеринбурзі не було ніякого Магича. У місті дійсно перебував сербський офіцер із подібним прізвищем, Мичич Ярко Костянтинович, проте відомо, що він прибув до Єкатеринбурга лише 4 липня, коли це листування вже майже закінчилося.
Розсекречення у 1989—1992 роках спогадів учасників подій остаточно прояснило картину із загадковими листами невідомого «російського офіцера». Учасник розстрілу М. О. Медведєв (Кудрін) визнав, що листування було провокацією, організованою уральськими більшовиками з метою перевірити готовність царської сім'ї до втечі. Після того, як Романови, зі слів Медведєва, дві чи три ночі провели одягнутими, така готовність для нього стала очевидною.

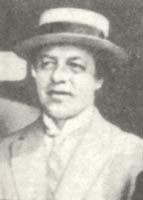
П. Л. Войков. Брав участь у вирішенні долі Романових

Автором тексту був П. Л. Войков, який деякий час жив у Женеві (Швейцарія). Листи переписував на чистовик І. Родзинський, оскільки в нього був кращий почерк. Сам Родзинський у своїх спогадах стверджує, що «почерк там мій у цих документах»

### Заміна коменданта Авдеєва на Юровського
4 липня 1918 року охорона царскої сім'ї була доручена члену колегії Уральської обласної ЧК Я. М. Юровському У деяких джерелах Юровський помилково називається головою ЧК; насправді цю посаду займав Ф. М. Лукоянов.
Помічником коменданта «будинку особливого призначення» став співробітник обласної ЧК Г. П. Нікулін. Попередній комендант Авдеєв та його помічник Мошкін були відсторонені, Мошкін (і, згідно з частиною джерел, також і Авдеєв) арештований за крадіжку.
Під час першої зустрічі з Юровським цар помилково вирішив, що це лікар, оскільки той порадив лікарю В. М. Деревенко накласти на ногу сина колишнього царя гіпсову пов'язку[./Розстріл_сім'ї_Романових#cite_note-64 [комент. 9]]; Юровський 1915 року був мобілізований та, за даними М. Соколова, закінчив фельдшерську школу.
Слідчий М. О. Соколов пояснював заміну коменданта Авдеєва тим, що спілкування з ув'язненими щось змінило у його «п'яній душі», що стало помітно начальству. Коли, на думку Соколова, розпочались приготування до страти тих, що знаходилися у будинку особливого призначення, охорону Авдеєва прибрали як ненадійну.
Юровский свого попередника Авдеєва описав вкрай негативно, звинувативши його в «розкладенні, пияцтві, злодійстві»: «навколо настрій повної розпущеності та розхлябаності», «Авдеєв, звертаючись до Миколи, називає його — Микола Олександрович. Той йому пропонує цигарку, Авдеєв бере, обидва закурюють, що відразу показало мені „простоту спілкування“, яка тут встановилась».
Опитаний Соколовим брат Юровського Лейба охарактеризував Я. М. Юровського так: «Характер у Янкеля запальний, настирливий. Я навчався у нього годинникарству і знаю його характер: він любить пригнічувати людей». За словами Леї, дружини другого брата Юровського (Еле), Я. М. Юровський дуже настирливий і деспотичний, а його характерною фразою було: «Хто не з нами, той проти нас».. Проте, як вказує Річард Пайпс, невдовзі після свого призначення Юровський жорстко припиняє крадіжки, які почали розповсюджуватися при Авдеєві. Річард Пайпс вважає ці дії доцільними з точки зору безпеки, оскільки схильних до крадіжки охоронців можна було б підкупити, в тому числі й з метою втечі; у результаті на деякий час утримання арештованих навіть покращилось, оскільки припинились крадіжки продуктів із Ново-Тихвинського монастиря. Окрім цього, Юровський складає список усіх дорогоцінностей, які були в арештованих (за твердждення історика Р. Пайпса — окрім тих, які жінки таємно зашили у нижню білизну); дорогоцінності він складає в опломбований ящик, який Юровський віддає їм на зберігання. Дійсно, в щоденнику царя є запис від 23 червня (6 липня) 1918 року:

Учора комендант Ю[ровський] приніс ящичок із усіма взятими дорогоцінностями, просив перевірити вміст та при нас запломбував його, залишивши у нас на зберігання. Погода стала прохолоднішою, й у спальні легше дихалось. Ю[ровський] та його помічник починають розуміти, які люди нас оточували і охороняли, обкрадаючи нас. Не кажучи про майно — вони навіть утримували для себе більшу частину із принесених припасів із жіночого монастиря. Тільки тепер, після нової зміни, ми дізнались про це, тому що уся їжа стала потрапляти на кухню.
Оригінальний текст (рос.)
Вчера комендант Ю[ровский] принёс ящичек со всеми взятыми драгоценностями, просил проверить содержимое и при нас запечатал его, оставив у нас на хранение. Погода стала прохладнее, и в спальне легче дышалось. Ю[ровский] и его помощник начинают понимать, какого рода люди окружали и охраняли нас, обворовывая нас. Не говоря об имуществе — они даже удерживали себе большую часть из приносимых припасов из женского монастыря. Только теперь, после новой перемены, мы узнали об этом, потому что всё количество провизии стало попадать на кухню.

Проте безцеремонність Юровського невдовзі розпочала дратувати колишнього царя, який відзначив у своєму щоденнику, що «цей тип подобається нам усе менше». Олександра Федорівна характеризувала Юровського в своєму щоденнику як людину «вульгарну й неприємну». Разом із тим Річард Пайпс зазначає:

Проте він мав кілька важливих для чекіста чеснот: він був до дрібниць чесним у поводженні з державним майном, безмірно жорстоким і досить проникливим.
Оригінальний текст (рос.)
Но он обладал несколькими важными для чекиста достоинствами: он был до щепетильности честен в обращении с государственным имуществом, безгранично жесток и довольно проницателен.

### Останні дні
У більшовицьких джерелах збереглися свідчення, що «робітнича маса» Уралу видавала неспокій з приводу можливості звільнення Миколи II і навіть вимагала його негайного розстрілу. Доктор історичних наук Г. З. Йоффе вважає, що ці свідчення, ймовірно, відповідають дійсності, при чому характеризують ситуацію, яка склалась тоді не лише на Уралі. Як приклад він приводить текст телеграми з Коломенського районного комітету партії більшовиків, яка прийшла до Раднаркому 3 липня 1918 року, із повідомленням, що місцева партійна організація «одноголосно постановила вимагати від Раднаркому негайного знищення усієї родини та родичів колишнього царя, тому що німецька буржуазія разом із російською відновлюють царський режим у захоплених містах». «У випадку відмови, — говорилось у ній, — вирішено власними силами здійснити виконання цієї постанови». Йоффе припускає, що подібні резолюції, які йшли згори, або організовувались на зборах і мітингах, або були наслідком загальної розпропагандованості, атмосфери, наповненої закликами до класової боротьби та класової помсти. «Низи» із готовністю підхоплювали лозунги, які виходили з вуст більшовицьких ораторів, особливо тих, які представляли ліві напрямки більшовизму. Лівою була майже уся більшовицька верхівка Уралу. Згідно із спогадами чекіста І. Родзинського, із керівників Уральської обласної ради лівими комуністами були О. Бєлобородов, Г. Сафаров і М. Толмачов.
До цього ж ліві більшовики на Уралі вимушені були змагатися в радикалізмі з лівими есерами та анархістами, які мали великий вплив. Як пише Йоффе, більшовики не могли собі дозволити давати своїм політичним суперникам привід для докорів у «сповзанні вправо». А такі звинувачення були. Пізніше Марія Спиридонова дорікала ЦК більшовиків, що він «розпустив царів і підцарків по… українах, кримах та заграницях» і «лише за наполяганням революціонерів», тобто лівих есерів та анархістів, підняв руку на Миколу Романова. За свідченням О. Авдеєва, в Єкатеринбурзі група анархістів спробувала прийняти резолюцію про негайну страту колишнього царя. Згідно зі спогадами уральців, екстремісти робили спроби організувати напад на будинок Іпатьєва з метою знищити Романових. Відголоски цього збереглись у записах із щоденника Миколи II за 31 травня (13 червня) та Олександри Федоровни за 1 (14) червня.
13 червня у Пермі було здійснено убивство Великого князя Михайла Олександровича. Відразу після вбивства влада Пермі оголосила, що Михайло Романов утік, та оголосили його в розшук. 17 червня повідомлення про «втечу» Михайла Олександровича передрукували газети Москви та Петрограда. Паралельно з'являються чутки про те, що Микола II вбитий червоноармійцем, який самовільно увірвався до будинку Іпатьєва. Насправді Микола на той момент був ще живий.
Чутки про самосуд над Миколою II та над Романовими взагалі розповсюджувались і за межі Уралу.
18 червня голова Раднаркому Ленін у інтерв'ю опозиційній більшовизму ліберальній газеті «Наше слово» заявив, що Михайло, за його даними, буцімто дійсно утік, а про долю Миколи Леніну нічого не відомо.
20 червня керуючий справами Раднаркому В. Бонч-Бруєвич висилав запит до Єкатеринбурга: «У Москві розповсюджуються відомості, що буцімто вбитий колишній імператор Микола II. Повідомте дані, які у вас є» (рос. В Москве распространились сведения, что будто бы убит бывший император Николай II. Сообщите имеющиеся у вас сведения).
Москва направляє до Єкатеринбурга для інспекції командувача Північноуральською групою радянських військ латиша Р. Й. Берзіна, який відвідав будинок Іпатьєва 22 червня. Микола у своєму щоденнику, в запису від 9 (22) червня 1918 року, повідомляє про прибуття «6 осіб», і наступного дня з'являється запис про те, що вони виявились «комісарами із Петрограда». 23 червня представники Раднаркому знову повідомили, що даних про те, живий Микола II чи ні, в них все ще немає.
Р. Берзін у телеграмах у Раднарком, ВЦВК та Наркомат із військових справ повідомив, що «усі члени сім'ї та сам Микола II живі. Усі відомості про його вбивство — провокація». На основі отриманих відповідей у радянській пресі кілька разів спростовувались чутки та повідомлення, що з'являлися в деяких газетах, про страту Романових в Єкатеринбурзі.
Згідно з показами трьох телеграфістів з Єкатеринбурзького поштамту, які пізніше отримала комісія Соколова, Ленін у розмові з Берзіним по прямому дроту розпорядився «взяти під свою охорону всю царську сім'ю та не допустити будь-якого насильства над нею, відповідаючи в даному випадку своїм власним життям». На думку історика О. Г. Латишева, телеграфний зв'язок, який підтримував Ленін з Берзіним, є одним із доказів бажання Леніна зберегти життя Романовим.
Згідно з офіційною радянською історіографією, рішення про розстріл Романових було ухвалене виконкомом Уральської облради, у той же час як центральне радянське керівництво повідомлено про це вже після виконання вироку. У період перебудови ця версія стала критикуватися, й до початку 1990-х років сформувалась альтернативна версія, згідно з якою уральська влада не могла ухвалити таке рішення без директиви Москви та взяла на себе цю відповідальність заради створення московському керівництву політичного алібі. У час після перебудови російський історик О. Г. Латишев, який займався розслідуванням обставин, пов'язаних із розстрілом царської сім'ї, висловив думку, що Ленін дійсно міг таємно організувати вбивство таким чином, щоб перекласти відповідальність на місцеву владу, — приблизно так само, як, на думку Латишева, це було зроблено через півтора року із Колчаком. Проте в цьому випадку, на думку історика, обставини справи відрізняються. На його думку, Ленін, не бажаючи псувати відносини з німецьким імператором Вільгельмом II, близьким родичем Романових, не давав санкції на розстріл.
На початку липня 1918 року уральський військовий комісар П. І. Голощокін виїхав до Москви для вирішення питання про подальшу долю царської родини. За даними Генпрокуратури РФ, у Москві він знаходився з 4 по 10 липня; 14 липня Голощокін повернувся до Єкатеринбурга.
Якщо виходити із фактів у наведених документах, то доля царської сім'ї в цілому в Москві не обговорювалась на будь-якому рівні. Обговорювалась лише доля Миколи II, якого пропонувалось судити. За даними ряду істориків, існувало також принципове рішення, згідно з яким колишньому царю мав бути винесений смертний вирок. За даними слідчого В. М. Соловйова, Голощокін, посилаючись на складність військової обстановки в районі Єкатеринбурга та можливість захоплення царської родини білогвардійцями, запропонував розстріляти Миколу II, не чекаючи суду, проте отримав категоричну відмову.
На думку ряду істориків, рішення про знищення царської сім'ї ухвалене після повернення Голощокіна до Єкатеринбурга. С. Д. Алексеєв та І. Ф. Плотников вважають, що воно прийняте увечері 14 липня «вузьким колом більшовицької частини виконкому Уралради». У фонді Раднаркому державного архіву РФ збереглась телеграма, відправленої 16 липня 1918 року до Москви із Єкатеринбурга через Петроград:
| Із Петрограду. Смольного. У Москву, Кремль, Свердлову, копія Леніну. Із Єкатеринбурга по прямому дроту передають наступне: повідомте [в] Москву, що домовленого із Філіповим суду за військовими обставинами не можна відтягувати. Чекати не можемо. Якщо ваші думки протилежні, відразу ж, поза всякою чергою повідомити. Голощокін, Сафаров. Зв'яжіться з цього приводу самі з Єкатеринбургом. Зінов'єв. Помітка: Прийнято 16.7.1918 г. о 21 годині 22 хвилини із Петрограда Смольного 14 22 8". Оригінальний текст (рос.) Из Петрограда. Смольного. В Москву, Кремль, Свердлову, копия Ленину. Из Екатеринбурга по прямому проводу передают следующее: сообщите [в] Москву, что условленного с Филипповым суда по военным обстоятельствам не терпит отлагательства. Ждать не можем. Если ваши мнения противоположны, сейчас же, вне всякой очереди сообщить. Голощёкин, Сафаров. Снеситесь по этому поводу сами с Екатеринбургом. Зиновьев. Пометка: Принято 16.7.1918 г. в 21 час 22 минуты из Петрограда Смольного 14 22 8".— (Цитовано за публікацією О. М. Авдоніна «Таємниця Старої Коптяковської дороги».) |

Таким чином, телеграма була отримана в Москві 16 липня о 21 годині 22 хвилини. Г. З. Йоффе висловив припущення, що під «судом», про який ідеться в телеграмі, мається на увазі розстріл Миколи II або навіть сім'ї Романових. Відповіді від центрального керівництва на цю телеграму в архівах не виявлено.
На відміну від Йоффе, ряд дослідників розуміє використане у телеграмі слово «суд» в буквальному значенні. У цьому випадку в телеграмі мова йде про суд над Миколою II, відносно якого була домовленість між центральною владою і Єкатеринбургом, тому зміст телеграми такий: «повідомте Москву, що умовленого із Філіппом суду за військовими обставинами… чекати не можемо. Розстріл не можна відкласти». Таке трактування телеграми дозволяє вважати, що питання про суд над Миколою II ще не було знято 16 липня. Слідство вважає, що лаконічність поставленого в телеграмі запитання свідчить про те, що центральна влада була з цим питанням знайома; при цьому є підстави «вважати, що питання про розстріл членів царської сім'ї та слуг, виключаючи Миколи II, ні з Леніним, ні зі Свердловим не узгоджувався».
За кілька годин до розстрілу царської сім'ї, 16 липня, Ленін приготував телеграму як відповідь редакції данської газети «National Tidende», яка звернулась до нього із питанням про долю Миколи II, у якій спростовувались чутки про його загибель. О 16 годині текст послали на телеграф, проте телеграму так і не відправили. На думку О. Г. Латишева, текст цієї телеграми «означає, що Ленін навіть не припускав можливості розстрілу Миколи II (не кажучи вже про всю сім'ю) вже найближчої ночі» (рос. означает, что Ленин даже не предполагал о возможности расстрела Николая II (не говоря уже о всей семье) в ближайшую ночь).
На відміну від Латишева, на думку якого рішення про розстріл царської сім'ї було ухвалене місцевої владою, ряд істориків вважає, що розстріл здійснений за ініціативою Центру. Цю точку зору відстоювали, зокрема, Д. А. Волкогонов і Р. Пайпс. Як аргумент вони приводили запис у щоденнику Л. Д. Троцького, зроблену 9 квітня 1935 року, про його розмову зі Свердловим після падіння Єкатеринбурга. Згідно із цим записом, Троцький до моменту цієї розмови не знав ні про розстріл Миколи II, ні про розстріл його сім'ї. Свердлов повідомив йому про цю подію, та сказав, що рішення приймалось центральною владою. Проте достовірність цього свідчення Троцького критикується, оскільки, по-перше, Троцький зазначений у числі присутніх у протоколі засідання РНК від 18 липня, на якому Свердлов повідомив про розстріл Миколи II; по-друге, сам Троцький у своїй книзі «Моє життя» писав, що до 7 серпня він знаходився у Москві; проте це означає, що він не міг не знати про розстріл Миколи II навіть у тому випадку, якби його прізвище виявилось у протоколі помилково.

За даними Генеральної прокуратури РФ, офіційне рішення про розстріл Миколи II було ухвалене 16 липня 1918 року Президією Уральської обласної ради робітничих, селянських і солдатських депутатів. Оригінал цього рішення не зберігся. Проте за тиждень після розстрілу опублікований офіційний текст вироку: 
Постанова Президії Уральської обласної Ради робітничих, селянських і червоноармійських депутатів:
 У зв'язку із тим, що чехо-словацькі банди загрожують столиці червоного Уралу, Єкатеринбургу; унаслідок того, що коронований кат може уникнути суду народу (тільки що виявлена змова білогвардійців, що мала на меті викрадення всієї сім'ї Романових), Президія обласного комітету на виконання волі народу, постановила: розстріляти колишнього царя Миколу Романова, винного перед народом у незліченних кривавих злочинах. 
 Постанова Президії обласної ради приведено у виконання в ніч з 16 на 17 липня. 
 Сім'я Романових переведена із Єкатеринбурга в інше, більш надійне місце. 
Президія обласної Ради робітничих, селянських і червоноармійських депутатів Уралу
Оригінальний текст (рос.)
Постановление Президиума Уральского областного Совета рабочих, крестьянских и красноармейских депутатов: Ввиду того, что чехо-словацкие банды угрожают столице красного Урала, Екатеринбургу; ввиду того, что коронованный палач может избежать суда народа (только что обнаружен заговор белогвардейцев, имевший целью похищение всей семьи Романовых), Президиум областного комитета во исполнение воли народа, постановил: расстрелять бывшего царя Николая Романова, виновного перед народом в бесчисленных кровавых преступлениях. Постановление Президиума областного совета приведено в исполнение в ночь с 16 на 17 июля. Семья Романовых переведена из Екатеринбурга в другое, более верное место. 
Президиум областного Совета рабочих, крестьянских и красноармейских депутатов Урала

### Відсилка кухарчука Леоніда Седньова
Як стверджував у своїй роботі «Убивство царської сім'ї» член слідчої команди Р. Вільтон, перед розстрілом «кухарчук Леонід Седньов, товариш по іграх Цесаревича, був видалений з Іпатьєвського будинку. Його помістили в російських вартових у будинку Попова, напроти Іпатьєвського». Спогади учасників розстрілу підтверджують цей факт.
Комендант Юровський, як стверджував учасник розстрілу М. О. Медведєв (Кудрін), ймовірно за власною ініціативою запропонував відіслати з «Будинку особливого призначення» кухарчука Леоніда Седньова, який знаходився у царській свиті, буцімто з приводу зустрічі з дядьком, що приїхав до Єкатеринбурга. Насправді дядько Леоніда Седньова, лакей великих княжен І. Д. Седньов, який супроводжував царську сім'ю в засланні, з 27 травня 1918 року знаходився під арештом і на початку червня (за іншими даними, наприкінці червня чи на початку липня 1918 року) розстріляний.
Сам же Юровський стверджує, що він отримав наказ відпустити кухарчука від Голощокіна. Після розстрілу, згідно зі спогадами Юровського, кухарчука відправили додому.
Інших членів свити вирішено ліквідувати разом із царською сім'єю, оскільки вони «заявили, що бажають розділити участь монарха. Нехай і розділяють». Таким чином до ліквідації призначено чотирьох осіб: лейб-медика Є. С. Боткіна, камер-лакея А. Є. Труппа, кухаря І. М. Харитонова та покоївку А. С. Демидову.
Із членів свити вдалось урятуватись камердинеру Т. І. Чемодурову, який 24 травня захворів та госпіталізований у тюремну лікарню; під час евакуації Єкатеринбурга у сум'ятті більшовики забули про нього в тюрмі, і його звільнили чехословаки 25 липня.

### Розстріл
Із спогадів учасників розстрілу відомо, що вони наперед не знали, яким способом буде здійснюватися «страта». Пропонувались різні варіанти: заколоти арештованих кинджалами під час сну, закидати гранатами кімнату з ними, розстріляти. За даними Генпрокуратури РФ, питання про порядок проведення «страти» вирішилось за участю працівників УралоблЧК.
О 1 годині 30 хвилин ночі з 16 на 17 липня до будинку Іпатьєва прибула вантажівка для перевезення трупів, із запізненням на півтори години. Після цього розбудили лікаря Боткіна, якому повідомили про необхідність усім терміново перейти донизу у зв'язку із тривожною ситуацією в місті та небезпекою перебування на верхньому поверсі. На збори пішло приблизно 30–40 хвилин.
| Семеро членів сім'ї: 1. Микола ІІ 2. Олександра Федоровна 3. Ольга 4. Тетяна 5. Марія 6. Анастасія 7. Олексій | а також: - Євгеній Боткін, лейбмедик - Іван Харитонов, кухар - Алоїзій Трупп, камердинер - Анна Демидова, покоївка |

перейшли до напівпідвальної кімнати (Олексія, який не міг іти, Микола II ніс на руках). У напівпідвалі не знайшлось стільців, пізніше на прохання Олександри Федорівни принесли два стільці. На них сіли Олександра та Олексій. Решта розмістились вздовж стіни. Юровський закликав розстрільну команду та зачитав вирок. Микола II встиг лише спитати: «Що?» (інші джерела передають останні слова Миколи як «А?» або «Як, як? Перечитайте»). Юровський дав команду, розпочалась безладна стрілянина. Першим вистрілив Юровський та убив колишнього царя.
Розстрільній команді не вдалося відразу вбити Олексія, дочок Миколи II, покоївку А. С. Демидову, лікаря Є. С. Боткіна. Почувся крик Анастасії, покоївка Демидова піднялась на ноги, тривалий час залишався у живих Олексій. Декого із них застрелили; вцілілих, за даними слідства, добивав багнетом П. З. Єрмаков.
Згідно зі спогадами Юровського, стрілянина була безладною: багато червоноармійців, ймовірно, стріляли із сусіднього приміщення, через поріг, а кулі відскакували рикошетом від кам'яної стіни. При цьому був легко поранений один із стріляючих («Куля когось із стріляючих ззаду продзичала повз мою голову, а одному, не пам'ятаю, чи руку, долоню, чи палець торкнула і прострелила» (рос. Пуля кого-то из стрелявших сзади прожужжала мимо моей головы, а одному, не помню, не то руку, ладонь, не то палец задела и прострелила))
За даними, наведеними у статті Т. Манакової, протягом розстрілу убиті також дві собаки царської сім'ї, які розпочали вити — французька бульдожка Ортіно Тетяни та королівський спанієль Джиммі (Джеммі) Анастасії. Третій собаці — спанієлю Олексія на кличку Джой — вирішено зберегти життя, оскільки вона не вила. Спанієля пізніше взяв до себе охоронець Летемін, якого у зв'язку із цим упізнали та арештували білі. Пізніше, згідно розповідей єпископа Василя (Родзянко), Джоя вивезли до Великої Британії офіцером-емігрантом та передали британській королівській родині.

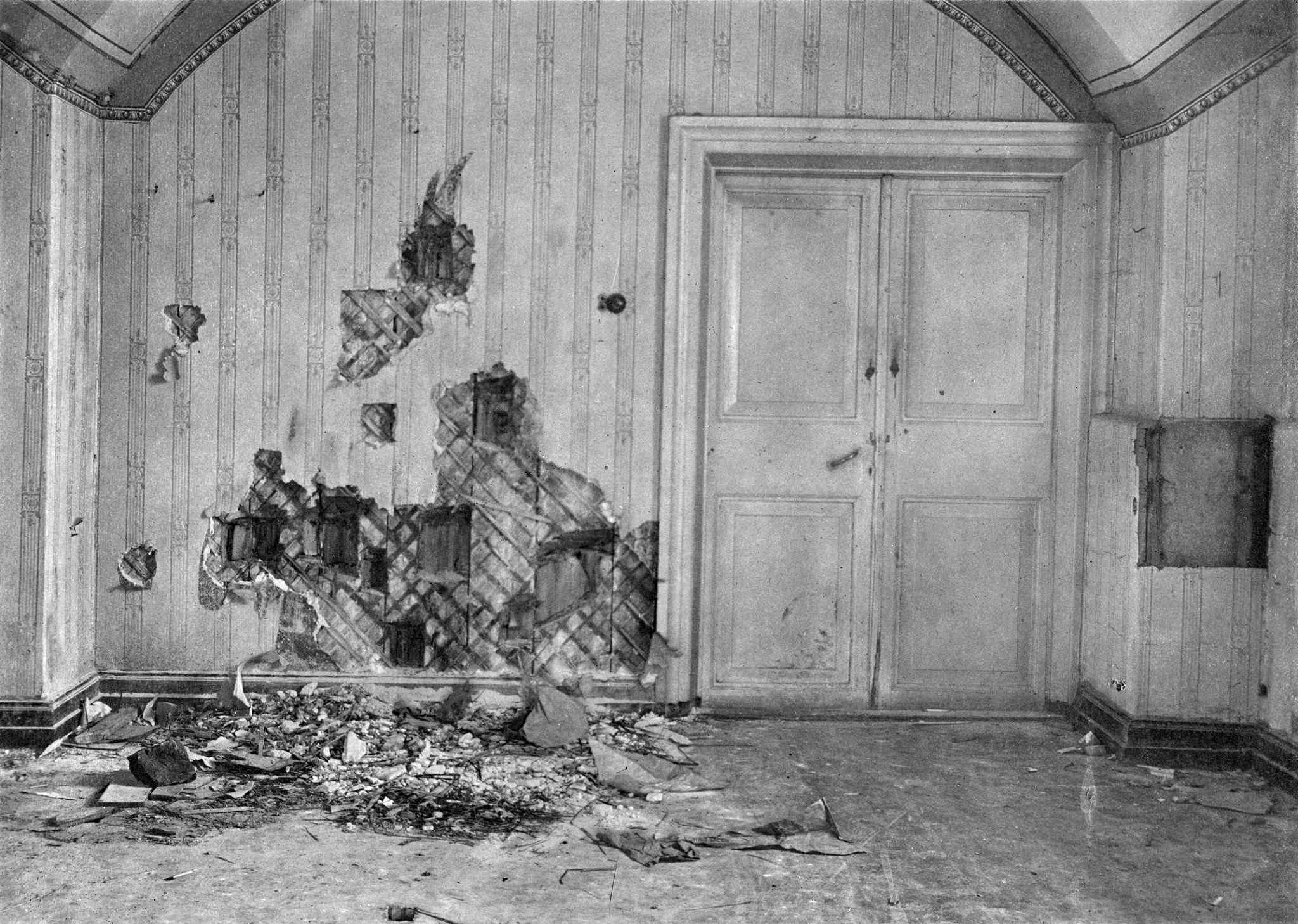
Підвал будинку Іпатьєва в Єкатеринбурзі, де була розстріляна царська сім'я. ДА РФ

Молоде покоління нас може не зрозуміти. Можут дорікнути, що ми вбили дівчаток, убили спадкоємця-хлопчика. Проте до сьогоднішнього дня дівчатка-хлопчики виросли б… у кого?
Із метою заглушити постріли, поруч із будинком Іпатьєва завели вантажівку, проте постріли в місті все одно чулися. У матеріалах Соколова є, зокрема, показання про це двох випадкових свідків, селянина Буйвіда та нічного сторожа Цецегова.
За даними Річарда Пайпса, відразу ж після цього Юровський жорстко припиняє спроби охорони розікрасти знайдені ними дорогоцінності, погрожуючи розстрілом. Після цього він доручив П. С. Медведєву організувати прибирання приміщень, а сам виїхав на знищення трупів.
Точний текст вироку, висловленому Юровським перед розстрілом, невідомий. У матеріалах слідчого М. О. Соколова є покази розвідного варти Якимова, який стверджував, із посиланням на охоронця Клещова, який спостерігав за цією сценою, що Юровський промовив: «Микола Олександрович, Ваші родичі старалися Вас врятувати, проте цього їм не довелось. І ми вимушені Вас самі розстріляти» (рос. Николай Александрович, Ваши родственники старались Вас спасти, но этого им не пришлось. И мы принуждены Вас сами расстрелять)
М. О. Медведев (Кудрін) описав цю сцену наступним чином:

— Микола Олександрович! Спроби Ваших однодумців урятувати Вас не мали успіху! І ось, у важку годину для Радянської республіки… — Яків Михайлович підвищує голос та рукою рубає повітря: — …на нас покладена місія покінчити з домом Романових!
Оригінальний текст (рос.)
Николай Александрович! Попытки Ваших единомышленников спасти Вас не увенчались успехом! И вот, в тяжелую годину для Советской республики… — Яков Михайлович повышает голос и рукой рубит воздух: — …на нас возложена миссия покончить с домом Романовых!

У спогадах помічника Юровського Г. П. Нікуліна цей епізод викладений так: 
товариш Юровський вимовив таку фразу, що:

«Ваші друзі наступають на Єкатеринбург, і тому ви засуджені до страти». Оригінальний текст (рос.)
товарищ Юровский произнёс такую фразу, что: «Ваши друзья наступают на Екатеринбург, и поэтому вы приговорены к смерти»
Сам же Юровський не зумів пригадати точний текст: «…я відразу ж, наскільки пам'ятаю, сказав Миколі приблизно наступне, що його царствені родичі та близькі як у країні, так і за кордоном, робили спроби його звільнити, а що Рада робітничих депутатів постановила їх розстріляти» (рос. …я тут же, насколько помню, сказал Николаю примерно следующее, что его царственные родственники и близкие как в стране, так и за границей, пытались его освободить, а что Совет рабочих депутатов постановил их расстрелять).
17 липня удень кілька членів виконкому Уралоблради зв'язалися з Москвою по телеграфу (на телеграмі помічено, що вона прийнята о 12 годині) та повідомили, що Микола II розстріляний, а його сім'я евакуйована. Редактор «Уральского рабочего», член виконкому Уралоблради В. Воробйов пізніше стверджував, що їм «було дуже не по собі, коли вони підійшли до апарату: колишній цар був розстріляний постановою президії Облради, й було невідомо, як на це „самоуправство“ буде реагувати центральна влада…» (рос. было очень не по себе, когда они подошли к аппарату: бывший царь был расстрелян постановлением президиума Облсовета, и было неизвестно, как на это „самоуправство“ будет реагировать центральная власть…). Достовірність цього свідчення, писав Г. З. Йоффе, неможливо перевірити.
Слідчий М. Соколов стверджував, що він знайшов шифровану телеграму голови Уралоблвиконкому О. Бєлобородова до Москви, датованої 21 годиною 17 липня, яку буцімто вдалось розшифрувати лише у вересні 1920 року. У ній повідомлялось: «Секретарю Раднаркому М. П. Горбунову: передайте Свердлову, що всю родину спіткала та ж участь, що і її голову. Офіційно сім'я загине при евакуації» (рос. Секретарю Совнаркома Н. П. Горбунову: передайте Свердлову, что всё семейство постигла та же участь, что и главу. Официально семья погибнет при эвакуации). Соколов зробив висновок: отже, увечері 17 липня Москва знала про загибель усієї царської сім'ї. Проте в протоколі засідання Президії ВЦВК 18 липня мова йде лише про розстріл Миколи II. Наступного дня газета «Известия» повідомила:
| 18-го липня відбулось перше засідання Президії Ц. В. К. 5-го скликання. Головував тов. Свердлов. Були присутні члени Президії: Аванесов, Сосновський, Теодорович, Владимирський, Максимов, Смідович, Розенгольц, Митрофанов і Розинь. Голова тов. Свердлов оголошує щойно отримане по прямому дроту повідомлення від Обласної Уральської Ради про розстріл колишнього царя Миколи Романова. У останні дні столиці Червоного Уралу Єкатеринбургу серйозно загрожувала небезпека наближення чехо-словацьких банд. У той же час був розкрита нова змова контр-революціонерів, що мала на меті вирвати з рук Радянської влади коронованого ката. У зв'язку із цим Президія Уральської Обласної Ради постановила розстріляти Миколу Романова, що й було здійснено 16-го липня. Дружина й син Миколи Романова відправлені в надійне місце. Документи про розкриту змову вислані в Москву зі спеціальним кур'єром. Зробивши це повідомлення, тов. Свердлов нагадує історію переведення Миколи Романова із Тобольська до Єкатеринбурга після розкриття такої ж організації білогвардійців, яка підготовлювала втечу Миколи Романова. Останнім часом пропонувалось віддати колишнього царя під суд за всі його злочини проти народу, і лише події останнього часу завадили здійсненню цього. Президія Ц. В. К., обговоривши усі обставини, які примусили Уральську Обласну Раду ухвалити рішення про розстріл Миколи Романова, постановила: Всеросійський Ц. В. К., у особі своєї Президії, визнає рішення Уральської Обласної Ради правильним. Оригінальний текст (рос.) 18-го июля состоялось первое заседание Президиума Ц. И. К. 5-го созыва. Председательствовал тов. Свердлов. Присутствовали члены Президиума: Аванесов, Сосновский, Теодорович, Владимирский, Максимов, Смидович, Розенгольц, Митрофанов и Розинь. Председатель тов. Свердлов оглашает только что полученное по прямому проводу сообщение от Областного Уральского Совета о расстреле бывшего царя Николая Романова. В последние дни столице Красного Урала Екатеринбургу серьёзно угрожала опасность приближения чехо-словацких банд. В то же время был раскрыт новый заговор контр-революционеров, имевший целью вырвать из рук Советской власти коронованного палача. Ввиду этого Президиум Уральского Областного Совета постановил расстрелять Николая Романова, что и было приведено в исполнение 16-го июля. Жена и сын Николая Романова отправлены в надёжное место. Документы о раскрытом заговоре высланы в Москву со специальным курьером. Сделав это сообщение, тов. Свердлов напоминает историю перевода Николая Романова из Тобольска в Екатеринбург после раскрытия такой же организации белогвардейцев, подготавливавшей побег Николая Романова. В последнее время предполагалось предать бывшего царя суду за все его преступления против народа, и только события последнего времени помешали осуществлению этого. Президиум Ц. И. К., обсудив все обстоятельства, заставившие Уральский Областной Совет принять решение о расстреле Николая Романова, постановил: Всероссийский Ц. И. К., в лице своего Президиума, признаёт решение Уральского Областного Совета правильным |

Напередодні цього офіційного повідомлення у пресі, 18 липня (можливо, в ніч із 18-го на 19-е), відбулось засідання Раднаркому, на якому цю постанову Президії ВЦВК було «взято до відома».
Телеграма, про яку пише Соколов, у справах Раднаркому і ВЦВК немає. «Деякі зарубіжні автори, — пише історик Г. З. Йоффе, — навіть обережно виказали сумнів у її достовірності». І. Д. Ковальченко та Г. З. Йоффе залишили відкритим питання, чи була ця телеграма отримана в Москві. На думку ряду інших істориків, зокрема Ю. О. Буранова та В. М. Хрустальова, Л. О. Ликової, ця телеграма справжня і її отримали в Москві до засідання Раднаркому.
19 липня Юровський вивіз до Москви «документи змови». Час приїзду Юровського до Москви точно не відомий, проте відомо, що привезені їм щоденники Миколи II 26 липня вже знаходились у історика М. М. Покровського. 6 серпня за участю Юровського був доставлений до Москви з Пермі вже увесь архів Романових.

### Питання щодо складу розстрільної команди
… товариш Єрмаков, який поводився досить непристойно, присвоюючи собі пізніше головну роль, що це він усе здійснив, так би мовити, одноосібно, без усілякої допомоги… Насправді нас було виконавців 8 осіб: Юровський, Нікулін, Медведєв Михайло, Медведєв Павло чотири, Єрмаков Петро п'ять, ось я не впевнений, що Кабанов Іван шість. І ще у двох я не пам'ятаю прізвища.
   
Коли ми спустились у підвал, ми також не здогадались спочатку там навіть стільці поставити, щоб сісти, тому що цей був… не ходив, розумієте, Олексій, треба було його посадити. Ну, тут моментально, значить, принесли це. Вони так це, коли спустились у підвал, так це із подивом стали передивлятися між собою, тут же внесли, значить, стільці, сіла, значить, Олександра Федорівна, спадкоємця посадили, й товариш Юровський вимовив таку фразу, що: «Ваші друзі наступають на Єкатеринбург, і тому ви засуджені до смерті». Вони навіть не встигли зрозуміти, в чому справа, тому що Микола вимовив тільки відразу: «А!», а в той же час відразу залп наш уже один, другий, третій. Ну, там ще когось, значить, так би мовити, ну, що як, був ще не зовсім до кінця вбитий. Ну, потім довелось ще декого дострелити…
Радянський дослідник М. Касвінов у своїй книзі «23 сходинки вниз», уперше опублікованій у журналі «Звезда» (у 1972—1973 роках), фактично приписував керівництво розстрілом не Юровському, а Єрмакову:
| Кому доручити виконання вироку? Головуючий каже: повернувся з фронту Петро Захарович Єрмаков, верх-ісетський коваль, у боях проти дутовців командував робітничим загоном. Підлікувався від ран. Достойний, усіма поважаний уральський ветеран. Батько трьох дітей. На будь-якому посту, довіреному революцією, не дозволяє ні собі, ні іншим послаблень або колливань. Викликали Єрмакова. Спитали. Погодився. Попросив у допомогу собі О. Д. Авдеєва — колишнього коменданта Будинку особливого призначення і Я. І. Юровського — коменданта теперішнього. Оригінальний текст (рос.) Кому поручить исполнение приговора? Председательствующий говорит: возвратился с фронта Пётр Захарович Ермаков, верх-исетский кузнец, в боях против дутовцев командовавший рабочим отрядом. Оправился от ран. Достойный, всеми почитаемый уральский ветеран. Отец троих детей. На любом посту, доверенном революцией, не позволяет ни себе, ни другим послаблений или колебаний. Вызвали Ермакова. Спросили. Согласился. Попросил в помощь себе А. Д. Авдеева — бывшего коменданта Дома особого назначения и Я. И. Юровского — коменданта нынешнего. |

Проте пізніше текст було змінено, і в наступних виданнях книги, які вийшли вже після смерті автора, керівниками розстрілу названі Юровський і Нікулін:
| Виникає питання: кому доручити виконання? Загальна думка: Юровському Якову Михайловичу, коменданту Будинку особливого призначення, і його заступнику Григорію Петровичу Нікуліну. Ще три дні, й наступить розв'язка затягнутої важкої драми. Оригінальний текст (рос.) Возникает вопрос: кому поручить исполнение? Общее мнение: Юровскому Якову Михайловичу, коменданту Дома особого назначения, и его заместителю Григорию Петровичу Никулину. Ещё три дня, и наступит развязка затянувшейся тяжёлой драмы. |

У матеріалах слідства М. О. Соколова у справі про вбивство Миколи II та його сім'ї наявні численні покази свідків про те, що безпосередніми виконавцями вбивства були «латиші» на чолі з євреєм (Юровським). Проте, як відзначає Соколов, росіяни-червоноармійці називали «латишами» усіх неросіян-більшовиків. Тому думки про те, ким були ці «латиші», розходяться.
Соколов далі пише, що в будинку знайдено написаний угорською мовою напис на стіні «Verhas Andras 1918 VII/15 e örsegen» та уривок листа, датований весною 1918 року. Напис на стіні угорською мовою пекладається як «Вергазі Андреас 1918 VII/15 стояв на варті» та частково продубльована російською мовою: «№ 6. Вергаш Карау 1918 VII/15». Ім'я в різних джерелах варіює як «Вергазі Андреас», «Верхас Андрас» та інше (згідно з правилами транскрипції угорської мови воно повинно передаватися російською мовою як «Верхаш Андраш»). Соколов відносив цю особу до числа «катів-чекістів»; проте дослідник І. Плотников вважає, що це було зроблено «помилково»: пост № 6 входив до зовнішньої охорони, тому невідомий Вергазі Андрас міг і брати участі в розстрілі. Генерал Дітеріхс «по аналогії» відносив до числа учасників розстрілу також австро-угорського військовополоненого Рудольфа Лашера; але за даними дослідника І. Плотникова, Лашер насправді взагалі не залучався до охорони, займаючись лише господарською роботою.
Згідно з дослідженнями Плотникова, список тих, хто брав участь у розстрілі, може виглядати так: Юровський, Нікулін, член колегії облЧК М. О. Медведєв (Кудрін)], П. З. Єрмаков, С. П. Ваганов, О. Г. Кабанов, П. С. Медведєв, В. М. Нетребін, і, можливо, Я. М. Цельмс та, під дуже великим питанням, невідомий студент-гірник. Плотников вважає, що останнього використовували в будинку Іпатьєва лише кілька діб після розстрілу лише як спеціаліста з дорогоцінностей. Таким чином, згідно з Плотниковом, розстріл царської сім'ї здійснений групою, яка була за національним складом майже вся з росіян, за участю одного єврея (Я. М. Юровського) та, ймовірно, одного латиша (Я. М. Цельмса). За свідченнями, які збереглися, два-три латиші відмовились брати участь у розстрілі.
Існує ще один список буцімто розстрільної команди, складений тобольським більшовиком, який перевозив до Єкатеринбурга царських дітей, які залишились у Тобольську, латишем Я. М. Свікке (Родіоновим), що складався майже виключно з латишів. Усі згадані в списку латиші дійсно служили разом зі Свікке 1918 року, проте у розстрілі, з усією очевидністю, участі не брали (за винятком Цельмса).
1956 року в німецьких ЗМІ опубліковані документи та свідчення якогось І. П. Мейєра, колишнього військовополоненого-австрійця, який 1918 року був членом Уральської обласної ради, в яких стверджувалось, що у розстрілі брали участь сім колишніх військовополонених-угорців, у тому числі особа, яку деякі автори ідентифікували як Імре Надя, майбутнього політичного та державного діяча Угорщини. Ці свідчення, проте, пізніше визнані сфальсифікованими.

## Кампанія дезінформації
В офіційному повідомленні радянського керівництва про розстріл Миколи II, опублікованому в газетах «Известия» та «Правда» 19 липня, стверджувалось, що рішення розстріляти Миколу II («Миколу Романова») було ухвалене у зв'язку із вкрай важкою військовою обстановкою, що склалась у районі Єкатеринбурга, та розкриттям контрреволюційної змови, що мала на меті звільнення колишнього царя; що рішення про розстріл ухвалене президією Уральської обласної ради самостійно; що вбитий тільки Микола II, а його дружина і син були переправлені в «надійне місце». Про долю інших дітей та наближених до царської сім'ї осіб узагалі не згадувалось. Протягом кількох років влада вперто відстоювала офіційну версію, буцімто сім'я Миколи II жива. Ця дезінформація сприяла виникненню чуток про це, що деяким членам сім'ї вдалося утекти і врятуватися.
Хоча центральна влада ще увечері 17 липня повинна була дізнатися із телеграми з Єкатеринбурга, «…що всю родину спіткала та ж участь, що і її голову», в офіційних резолюціях ВЦВК і РНК від 18 липня 1918 року згадувалось лише про розстріл Миколи II. 20 липня відбулись переговори Я. М. Свердлова з О. Г. Бєлобородовим, у ході яких Бєлобородов ставив запитання: «…чи можемо ми оповістити населення відомим текстом?» Після цього (за даними Л. О. Ликової, 23 липня; за іншими даними, 21 чи 22 липня) у Єкатеринбурзі опубліковане повідомлення про розстріл Миколи II, яке повторювало офіційну версію радянського керівництва.
22 липня 1918 року інформація про страту Миколи II опублікувала лондонська «Таймс», 21 липня (у зв'язку із різницею часових поясів) — «Нью-Йорк Таймс». Основою для цих публікацій стала офіційна інформація від радянського уряду.
Дезінформація світової та російської спільноти продовжувалась і в офіційній пресі, й по дипломатичним каналам. Збереглись матеріали про переговори радянської влади з представниками німецького посольства: 24 липня 1918 року радник К. Ріцлер отримав від наркома у закордонних справах Г. В. Чичеріна інформацію, що імператриця Олександра Федорівна та її дочки перевезені до Пермі та їм нічого не загрожує. Заперечення загибелі царської родини продовжувалось і далі. Переговори між радянським та німецьким урядами про обмін царської сім'ї продовжувались до 15 вересня 1918 року. Посла Радянської Росії в Німеччині А. А. Йоффе не інформували про події в Єкатеринбурзі за порадою Леніна, який дав вказівку: «…нічого не розказувати А. А. Йоффе, щоб тому було легше брехати»
У подальшому офіційні представники радянського керівництва продовжували дезінформувати світову спільноту: дипломат М. М. Литвинов заявляв, що царська сім'я жива, в грудні 1918 року; Г. З. Зінов'єв у інтерв'ю газеті «San Francisco Chronicle» 11 липня 1921 року також стверджував, що родина колишнього царя жива; нарком закордонних справ Г. В. Чичерін і далі продовжував давати брехливі свідчення про долю царської сім'ї — так, уже у квітні 1922 року, під час проведення Генуезької конференції, на питання кореспондента газети «Chicago Tribune» про долю великих княжен він відповів: «доля дочок царя мені невідома. Я читав у газетах, ніби вони знаходяться в Америці» Відомий більшовик, один із учасників ухвалення рішення про розстріл царської сім'ї П. Л. Войков буцімто заявляв у дамському товаристві в Єкатеринбурзі, «що світ ніколи не дізнається, що вони зробили з царською сім'єю».
Правду про долю всієї царської родини повідомив у статті «Последние дни последнего царя» П. М. Биков; стаття була опублікована у збірці «Рабочая революция на Урале», виданій у Єкатеринбурзі 1921 року 10-тисячним тиражем; невдовзі після виходу в світ збірка була «вилучена з обігу». Статтю Бикова передрукувала московська газета «Коммунистический Труд» (майбутня «Московская правда»). 1922 року в тій же газеті з'явилась рецензія на збірку «Рабочая революция на Урале. Эпизоды и факты»; у ній, зокрема, було сказано про П. З. Єрмакова як основного виконавця розстрілу царської сім'ї 17 липня 1918 року.
Радянські владці визнали, що Микола II був розстріляний не сам, а разом із сім'єю, коли на Заході почали розповсюджуватися матеріали слідства Соколова. Після того, як у Парижі вийшла книга Соколова, Биков отримав від ВКП(б) завдання викласти історію єкатеринбурзьких подій. Так з'явилась його книга «Последние дни Романовых», видана в Свердловську 1926 року. 1930 року книга була перевидана.
На думку історика Л. О. Ликової, брехня та дезінформація про вбивство в підвалі будинку Іпатьєва, офіційне її оформлення у відповідних рішеннях партії більшовиків у перші дні після подій та замовчування протягом більш чим сімдесяти років породили недовіру до влади в суспільстві, що продовжувало відбиватися й у пострадянській Росії.

## Доля решти Романових
Окрім сім'ї колишнього імператора, в 1918—1919 роках була знищена «ціла група Романових», котрі з різних причин залишились до цього часу в Росії. Живими залишились Романови, які знаходились в Криму, життя яких охороняв комісар Ф. Л. Задорожний (їх збиралася стратити Ялтинська Рада, щоб вони не дістались німцям, які в середині квітня 1918 року зайняли Сімферополь та продовжували окупацію Криму). Після вступу до Ялти німців Романови перебували поза владою Рад, і після приходу білих зуміли емігрувати.
Залишились живими також двоє онуків Миколи Костянтиновича, померлого 1918 року в Ташкенті від пневмонії (у деяких джерелах помилково мовиться про його розстріл) — діти його сина Олександра Іскандера: Наталія Андросова (1917—1999) і Кирило Андросов (1915—1992), які жили в Москві.

Завдяки втручанню Максима Горького вдалося врятуватися також князю Гаврилу Костянтиновичу, який пізніше емігрував у Німеччину. 20 листопада 1918 року Максим Горький звернувся до Леніна з листом, у якому говорилось: 
 Дорогий Володимир Ілліч! 
 Зробіть маленьку та розумну справу, — розпорядіться, щоб випустили із в'язниці колишнього великого князя Гаврила Костянтиновича Романова. Це — дуже хороша людина, по-перше, і небезпечно хворий, по-друге. 
 Навіщо фабрикувати мучеників? Це найшкідливіший вид занять узагалі, а для людей, які бажають збудувати вільну державу, — й поготів. 
 До того ж трішки романтизму ніколи не зіпсує політики. 
 (…) 
 Випустіть же Романова і будьте здорові. 
 О. Пєшков. 
 (…)
Оригінальний текст (рос.)
Дорогой Владимир Ильич! Сделайте маленькое и умное дело, — распорядитесь, чтобы выпустили из тюрьмы бывшего великого князя Гавриила Константиновича Романова. Это — очень хороший человек, во-первых, и опасно больной, во-вторых. Зачем фабриковать мучеников? Это вреднейший род занятий вообще, а для людей, желающих построить свободное государство, — в особенности. К тому же немножко романтизма никогда не портит политики. (…)  Выпустите же Романова и будьте здоровы. А. Пешков.
 Князя звільнили.

### Убивство Михайла Олександровича в Пермі
Першим із Романових загинув Великий князь Михайло Олександрович. Він і його секретар Браян Джонсон були вбиті в Пермі, де вони відбували заслання. За наявними свідченнями, у ніч із 12 на 13 червня 1918 року в готель, де проживав Михайло, з'явились кілька озброєних людей, які вивезли Михайла Олександровича і Браяна Джонсона в ліс та застрелили. Останки вбитих досі не знайдені.
Убивство було представлено як викрадення Михайла Олександровича його прихильниками або таємна втеча, що використано владою як привід для посилення режиму утримання всіх засланих Романових: царської сім'ї в Єкатеринбурзі та великих князів у Алапаєвську та Вологді.

### Алапаєвське убивство
Майже одночасно із розстрілом царської сім'ї було здійснено вбивство великих князів, які знаходились у місті Алапаєвську, яке знаходиться за 140 кілометрів від Єкатеринбурга. У ніч на 5 (18) липня 1918 року арештованих вивезли до закинутої шахти за 12 кілометрів від міста і скинули у неї.
О 3 годині 15 хвилин ранку виконком Алапаєвської Ради телеграфував до Єкатеринбурга, що буцімто князі викрадені невідомою бандою, що здійснила наліт на школу, де їх утримували. У той же день голова Уралоблради Бєлобородов передав відповідне повідомлення Свердлову до Москви та Зінов'єву і Урицькому в Петроград:

Алапаєвський Виконком повідомив напад уранці вісімнадцятого невідомої банди приміщення де утримувались під вартою колишні великі князі Ігор Костянтинович Костянтин Костянтинович Сергій Михайлович і Полей [Палей] крапка Незважаючи опіре варти князі викрадені крапка Є жертви з обох боків пошуки ведуться крапка
Оригінальний текст (рос.)
Алапаевский Исполком сообщил нападении утром восемнадцатого неизвестной банды помещение где содержались под стражей бывшие великие князья Игорь Константинович Константин Константинович Сергей Михайлович и Полей [Палей] точка Несмотря сопротивление стражи князья похищены точка Есть жертвы с обеих сторон поиски ведутся точка

Почерк алапаєвського убивства схожий на єкатеринбурзький: в обох випадках жертв скидали в закинуту шахту в лісі, в обох випадках також робились спроби обвалити цю шахту гранатами. Разом із тим алапаєвське вбивство відрізнялось значно більшою жорстокістю: жертви, за винятком великого князя Сергія Михайловича, який вчинив опір та був застрелений, були скинуті в шахту, ймовірно, після завдавання ударів тупим предметом по голові, при цьому деякі з них ще залишались у живих; на думку Р. Пайпса, вони померли від спраги та нестачі повітря, ймовірно, за кілька днів. Проте проведене Генеральною прокуратурою РФ слідство прийшло до висновку, що їх смерть настала відразу.
Г. З. Йоффе погодився із думкою слідчого М. Соколова, який писав: «І єкатеринбурзьке, й алапаєвське вбивство — продукт однієї волі одних осіб».

### Розстріл великих князів у Петрограді
Після «втечі» Михайла Романова великі князі, які перебували в засланні у Вологді Микола Михайлович, Георгій Михайлович та Дмитро Костянтинович були арештовані. На положення ув'язнених перевели також великих князів Павла Олександровича і Гаврила Костянтиновича, які залишилися в Петрограді.
Після оголошення червоного терору чотирьох з них ув'язнили в Петропавловській фортеці як заручників. 24 січня 1919 року (за іншими даними — 27, 29 або 30 січня) великі князі Павло Олександрович, Дмитро Костянтинович, Микола Михайлович і Георгій Михайлович були розстріляні. 31 січня петроградські газети коротко повідомили, що великі князі були розстріляні «за постановою Надзвичайної Комісії з боротьби із контрреволюцією і спекуляцією С[оюза] К[оммун] С[еверной] О[бласти]» (укр. Союзу Комун Північної Області).
Оголошено, що вони розстріляні як заложники у відповідь на вбивство у Німеччині Рози Люксембург і Карла Лібкнехта. 6 лютого 1919 року московська газета «Всегда вперёд!» опублікувала статтю Ю. Мартова «Соромно!» із різким засудженням цього негідного розстрілу «чотирьох Романових».

## Свідчення сучасників

### Спогади Троцького
За словами історика Ю. Фельштинського, Троцький, коли він уже знаходився за кордоном, дотримувався версії, згідно якої рішення про розстріл царської сім'ї приймалось місцевою владою. Пізніше, використовуючи мемуари перебіжчика на Захід радянського дипломата Беседовського, Троцький спробував, за висловом Ю. Фельштинського, «звалити вину за царевбивство» на Свердлова і Сталіна. У чернетках незакінчених розділів біографії Сталіна, над якою Троцький працював наприкінці 1930-х, є такий запис:
За словами Беседовського … «цареубивство було справою рук Сталіна.» … 16-го липня Бєлобородов телеграфував до Москви, що за три дні Єкатеринбург має впасти. Голощокін побачився зі Свердловим, Свердлов — зі Сталіним. Поклавши в кишеню донесення Бєлобородова, Сталін сказав: «Цар ніяким чином не може бути виданий білогвардійцям». Ці слова були рівносильні смертному вироку.
Оригінальний текст (рос.)
По словам Беседовского … «цареубийство было делом рук Сталина.» … 16-го июля Белобородов телеграфировал в Москву, что через три дня Екатеринбург должен пасть. Голощокин повидал Свердлова, Свердлов — Сталина. Положив в карман донесение Белобородова, Сталин сказал: «Царь никоим образом не может быть выдан белогвардейцам». Эти слова были равносильны смертному приговору.

У середині 1930-х років у щоденнику Троцького з'являються записи про події, пов'язані з розстрілом царської сім'ї. За словами Троцького, він ще у червні 1918 року пропонував Політбюро усе-таки організувати показовий процес над скинутим царем, причому Троцького цікавило широке пропагандистське висвітлення цього процесу. Проте пропозиція не була зустрінута із великим ентузіазмом, оскільки усі більшовицькі лідери, включно з самим Троцьким, були дуже завантажені поточними справами. Із початком повстання чехословаків фізичне виживання більшовизму виявилось під питанням, і організувати в подібних умовах суд над царем було б сутужно.
У щоденнику Троцький стверджував, що рішення про розстріл було ухвалене Леніним і Свердловим:
Біла преса колись дуже гаряче дебатувала питання, згідно чийого рішення страчена царська сім'я… Ліберали схилялись ніби до того, що уральський виконком, відрізаний від Москви, діяв самостійно. Це не вірно. Постану винесли в Москві. (…)
Наступний мій приїзд до Москви припав уже після падіння Єкатеринбурга. У розмові зі Свердловим я запитав мимохідь:

 — Так, а де цар?
 — Покінчено, — відповів він, — розстріляний.
 — А сім'я де?
 — І сім'я з ним.
 — Усі? — спитав я, ймовірно з відтінком здивування.
 — Усі, — відповів Свердлов, — а що?
Він чекав моєї реакції. Я нічого не відповів.
 — А хто вирішував? — спитав я.
 — Ми тут вирішували. Ілліч вважав, що не слід залишати нам їм живе знамено, особливо в нинішніх важких умовах.
Оригінальний текст (рос.)
Белая печать когда-то очень горячо дебатировала вопрос, по чьему решению была предана казни царская семья… Либералы склонялись, как будто, к тому, что уральский исполком, отрезанный от Москвы, действовал самостоятельно. Это не верно. Постановление вынесено было в Москве.(…) Следующий мой приезд в Москву выпал уже после падения Екатеринбурга. В разговоре со Свердловым я спросил мимоходом: — Да, а где царь? : — Кончено, — ответил он, — расстрелян. : — А семья где?: — И семья с ним.: — Все? — спросил я, по-видимому, с оттенком удивления.: — Все, — ответил Свердлов, — а что?Он ждал моей реакции. Я ничего не ответил.: — А кто решал? — спросил я.: — Мы здесь решали. Ильич считал, что нельзя оставлять нам им живого знамени, особенно в нынешних трудных условиях.
— Запис у щоденнику Троцького від 9 квітня 1935 р.
Історик Фельштинський, комментуючи спогади Троцького, вважає, що запис у щоденнику 1935 року викликає значно більше довіри, оскільки записи в щоденнику не були призначені для розголошення і публікації.
Старший слідчий із особливо важливих справ Генеральної прокуратури Росії В. М. Соловйов, який вів розслідування кримінальної справи за фактом загибелі царської сім'ї, звернув увагу на те, що у протоколі засідання Раднаркому, на якому Свердлов повідомив про розстріл Миколи II, серед присутніх фігурує прізвище Троцького. Це суперечить його спогадам про розмову «після приїзду з фронту» зі Свердловим про Леніна. Дійсно, Троцький, згідно протоколу засідання Раднаркому № 159, був присутній 18 липня на оголошенні Свердловим про розстріл. За деякими джерелами, він як наркомвійськмор 18 липня знаходився на фронті під Казанню. Проте сам Троцький у своїй книзі «Моє життя» пише, що виїхав в Свиязьк лише 7 серпня. Слід відзначити й те, що вказане висловлювання Троцького припадає на 1935 рік, коли ні Леніна, ні Свердлова вже не було в живих. Навіть якщо прізвище Троцького було внесене до протоколу засідання Раднаркому помилково, автоматично, інформація про розстріл Миколи II була надрукована в газетах, і не знати він міг лише про розстріл усієї царської сім'ї.
Історики критично оцінюють свідчення Троцького. Так, історик В. П. Булдаков писав, що Троцкий мав схильність до спрощення опису подій в угоду красі викладення, а історик-архівист В. М. Хрустальов, указуючи, що Троцький, згідно протоколів, що збереглися в архівах, був серед учасників того самого засідання Раднаркому, припустив, що Троцький у своїх згаданих спогадах усього лише спробував дистанціюватися від ухваленого у Москві рішення.

### Із щоденника В.П.Милютіна
В. П. Милютін писав:

«Пізно повернувся із Раднаркому. Були „поточні“ справи. Під час обговорення проєкту про охорону здоров'я, доповіді Семашка, увійшов Свердлов і сів на своє місце на стільці позаду Ілліча. Семашко закінчив. Свердлов підійшов, нахилився до Ілліча і щось сказав.
— Товариші, Свердлов просить слово для повідомлення.
 — Я повинен сказати, — розпочав Свердлов звичним своїм тоном, — отримано повідомлення, що в Єкатеринбурзі згідно постанови обласної Ради розстріляний Микола… Микола хотів утекти. Чехословаки підступали. Президія ЦВК постановила схвалити…
— Перейдемо тепер до постатейного читання проєкту, — запропонував Ілліч…»
Оригінальний текст (рос.)
Поздно возвратился из Совнаркома. Были „текущие“ дела. Во время обсуждения проекта о здравоохранении, доклада Семашко, вошел Свердлов и сел на своё место на стул позади Ильича. Семашко кончил. Свердлов подошел, наклонился к Ильичу и что-то сказал.:— Товарищи, Свердлов просит слово для сообщения.: — Я должен сказать, — начал Свердлов обычным своим тоном, — получено сообщение, что в Екатеринбурге по постановлению областного Совета расстрелян Николай… Николай хотел бежать. Чехословаки подступали. Президиум ЦИК постановил одобрить…:— Перейдем теперь к постатейному чтению проекта, — предложил Ильич…
— Цитується по: Свердлова К. Яков Михайлович Свердлов

### Спогади учасників розстрілу
Збереглися спогади безпосередніх учасників подій Я. М. Юровского, М. О. Медведєва (Кудріна), Г. П. Нікуліна, П. З. Єрмакова, також А. А. Стрекотіна (під час розстрілу, найімовірніше, забезпечував зовнішню охорону будинку), В. М. Нетребіна, П. М. Бикова (найімовірніше, особисто у розстрілі участі не брав), І. Родзинського (особисто в розстрілі участі не брав, брав участь у знищенні трупів), Кабанова, П. Л. Войкова, Г. І. Сухорукова (брав участь лише у знищенні трупів), голови Уральської обласної ради О. Г. Бєлобородова (особисто в розстрілі участі не брав).
Одним із найбільш детальних джерел є роботи більшовицького діяча Уралу П. М. Бикова, який до березня 1918 року був головою Єкатеринбурзької ради, члена виконкому Уралоблради. 1921 року Биков опублікував статтю «Останні дні останнього царя», а 1926 року — книгу «Останні дні Романових», 1930 року книга була перевидана у Москві та Ленінграді. У подальшому всі ці матеріали були засекречені.
Іншими детальними джерелами є спогади М. О. Медведєва (Кудріна), який брав участь у розстрілі особисто, та, стосовно розстрілу, спогади Я. М. Юровського та його помічника Г. П. Нікуліна Спогади Медведєва (Кудріна) були написані 1963 року та адресовані М. С. Хрущову. Більш короткими є спогади І. Родзинського, співробітника ЧК Кабанова та інших.
Багато учасників подій мали свої особисті претензії до царя: М. О. Медведєв (Кудрін), згідно з його спогадами, при царі сидів у в'язниці, П. Л. Войков брав участь у революційному терорі 1907 року, П. З. Єрмаков за участь у експропріаціях та вбивство провокатора був засланий, у Юровського був засланий за звинуваченням у крадіжках батько. У своїй автобіографії Юровський стверджує, що й він сам 1912 року був висланий до Єкатеринбурга із забороною оселятися «у 64 пунктах Росії та Сибіру». Окрім того, серед більшовицьких діячів Єкатеринбурга був Сергій Мрачковський, який узагалі народився у в'язниці, де відбувала покарання його мати за революційну діяльність. Вимовлена Мрачковським фраза «милістю царизму я народився у в'язниці» пізніше була помилково приписана Юровському слідчим Соколовим. Мрачковський під час подій займався тим, що відбирав охорону Будинку Іпатьєва з числа робітників Сисертського заводу. Голова Уральської обласної ради О. Г. Бєлобородов до революції сидів у в'язниці за випуск прокламації.
Спогади учасників розстрілу, переважно збігаючись один з одним, розрізняються у ряді деталей. Згідно з ними, Юровський особисто добив сина царя двома (за іншими даними — трьома) пострілами у голову. У розстрілі також брали участь помічник Юровського Г. П. Нікулін, П. З. Єрмаков, М. О. Медведєв (Кудрін) та інші. Згідно спогадів Медведєва, особисто в Миколу стріляли Юровський, Єрмаков і Медведєв. Окрім цього, Єрмаков і Медведєв добивають великих княжен Тетяну і Анастасію. За «честь» ліквідації саме Миколи фактично сперечаються один із одним Юровський, М. О. Медведев (Кудрін) (не плутати з іншим учасником подій П. С. Медведєвим) і Ермаков, найбільш вірогідними вважаються Юровський і Медведєв (Кудрін), у самому Єкатеринбурзі під час подій вважалось, що царя розстріляв Єрмаков.
Юровський у своїх спогадах стверджував, що царя убив особисто він, тоді як Медведєв (Кудрін) приписує це собі. Версію Медведєва частково підтверджував також інший учасник подій, співробітник ЧК Кабанов. При цьому М. О. Медведєв (Кудрін) у своїх спогадах стверджує, що Микола «упав після мого п'ятого пострілу», а Юровський — що вбив його одним пострілом.
Сам Єрмаков у своїх спогадах описує свою роль у розстрілі так, що приписує собі усі «заслуги» з ліквідації колишнього царя, що розходиться із показами інших свідків.
Згідно частини джерел, у момент розстрілу Єрмаков був п'яний, і озброївся в цілому трьома (за іншими даними, навіть чотирма) пістолетами. Разом із тим слідчий Соколов вважав, що Єрмаков активної участі у розстрілі не брав, керував знищенням трупів. Узагалі спогади Єрмакова знаходяться осібно в ряду спогадів інших учасників подій; свідчення Єрмакова більшістю інших джерел не підтверджується.
Із питання узгодження розстрілу Москвою учасники подій також розходяться. За версією, викладеною в «записці Юровського», наказ «про знищення Романових» поступив із Пермі. «Чому із Пермі? — ставить запитання історик Г. З. Йоффе. — Не було тоді прямого зв'язку з Єкатеринбургом? Чи Юровський, написавши цю фразу, керувався якимись лише йому відомими розмірковуваннями?». Ще 1919 року слідчим М. Соколовим установлено, що незадовго до розстрілу у зв'язку із погіршенням військової обстановки на Уралі член президії Ради Голощокін їздив до Москви, де спробував узгодити це питання. Проте учасник розстрілу М. О. Медведєв (Кудрін) у своїх спогадах стверджує, що рішення було ухвалене Єкатеринбургом та затверджене ВЦВК уже заднім числом, 18 липня, як йому сказав Бєлобородов, а під час поїздки Голощокіна до Москви Ленін не узгоджував розстріл, вимагаючи везти Миколу до Москви на суд. Разом із тим Медведєв (Кудрін) відзначає, що Уралоблрада знаходилась під потужним тиском як озлоблених революційних робітників, які вимагали негайно розстріляти Миколу, так і фанатичних лівих есерів і анархистів, які розпочали звинувачувати більшовиків у непослідовності. Подібна інформація є й у спогадах Юровського.
Згідно розповіді П. Л. Войкова, відомому у викладі колишнього радника радянського посольства у Франції Г. З. Беседовського, рішення ухвалене Москвою, проте лише під сильним тиском Єкатеринбурга; на думку Войкова, Москва збиралась «поступитися Романовими Німеччині», «…особливо сподівались на можливість виторгувати зменшення контрибуції у триста мільйонів рублів золотом, накладену на Росію за умовами Брестського договору. Ця контрибуція була одним із найнеприємніших пунктів Брестського договору, і Москва дуже б хотіла цей пункт змінити»; крім того, «деякі із членів Центрального Комітету, зокрема Ленін, заперечували також і з принципових міркувань проти розстрілу дітей», при цьому Ленін приводив у приклад Велику французьку революцію.
За свідченнями П. М. Бикова, розстрілюючи Романових, місцева влада діяла «на свій страх і ризик».
Г. П. Нікулин свідчив:

Часто виникає питання: «Чи було відомо… Володимиру Іллічу Леніну, Якову Михайловичу Свердлову чи іншим керівним нашим центральним працівникам попередньо про розстріл царської сім'ї?» Ну, мені важко сказати, чи було їм попередньо відомо, але я думаю, що оскільки… Голощокін… двічі їздив до Москви для переговорів про долю Романових, то звідси, звичайно, слід зробити висновок, що про це саме йшла мова. …запропонована організація суду над Романовими, спочатку… в такому широкому, ніби, порядку, ніби всенародного такого суду, а пізніше, коли вже навколо Єкатеринбурга весь час групувались різноманітні контрреволюційні елементи, постало питання про організацію такого вузького суду, революційного. Проте й це не було виконано. Суд як такий не відбувся, і, по суті, розстріл Романових проведений лише за рішення Уральського виконавчого комітету Уральської обласної Ради….
Оригінальний текст (рос.)
Часто возникает вопрос: «Известно ли было… Владимиру Ильичу Ленину, Якову Михайловичу Свердлову или другим руководящим нашим центральным работникам предварительно о расстреле царской семьи?» Ну, мне трудно сказать, было ли им предварительно известно, но я думаю, что поскольку… Голощёкин… два раза ездил в Москву для переговоров о судьбе Романовых, то отсюда, конечно, следует сделать вывод, что об этом именно шёл разговор. …предполагалась организация суда над Романовыми, сначала… в таком широком, что ли, порядке, вроде всенародного такого суда, а потом, когда уже вокруг Екатеринбурга все время группировались всевозможные контрреволюционные элементы, стал вопрос об организации такого узкого суда, революционного. Но и это не было выполнено. Суда как такового не состоялось, и, по существу, расстрел Романовых был произведён по решению Уральского исполнительного комитета Уральского областного Совета…

### Спогади Юровського
1993 року були опубліковані спогади Я. М. Юровського, під час подій — співробітник Єкатеринбурзької ЧК, комендант будинку Іпатьєва, та найбільш вірогідний начальник розстрільної команди.
Спогади Юровського відомі у трьох версіях:
- датована 1920 роком коротка «записка Юровського»;
- детальна версія, датована квітнем — травнем 1922 року, підписана Юровським;
- скорочена редакція спогадів, яка з'явилась 1934 року, створена по завданню Уралістпарту, включає стенограму виступу Юровського та підготовлений на її основі, із відмінним у деяких деталях текстом.

Достовірність першого джерела піддається деякими дослідниками сумнівам; слідчий Соловйов вважає його аутентичним. У «Записці» Юровський пише про себе у третій особі («комендант»), що ймовірно, пояснюється вставками історика Покровського М. М., записаними ним зі слів Юровського. Існує також розширена друга редакція «Записки», датована 1922 роком.
Діючий на час розслідування вбивства царської сім'ї генеральный прокурор РФ Ю. І. Скуратов вважав, що «записка Юровського» «являє собою офіційний звіт про розстріл царської сім'ї, підготований Я. М. Юровським для ЦК ВКП (б) і ВЦВК».

### Щоденники Миколи й Олександри
Натепер збереглись також щоденники самих царя и цариці, які в тому числі велись безпосередньо в будинку Іпатьєва. Останній запис у щоденнику Миколи II датований суботою 30 червня (13 липня — Микола вів щоденник по старому стилю) 1918 року записом «Олексій прийняв першу ванну після Тобольська; коліно його поправлється, проте повністю розігнути його він не може. Погода тепла і приємна. Вістей ззовні ніяких не маємо» (рос. Алексей принял первую ванну после Тобольска; колено его поправляется, но совершенно разогнуть его он не может. Погода теплая и приятная. Вестей извне никаких не имеем). Щоденник Олександри Федоровні доходить до останнього дня — вівторка 16 липня 1918 року із записом: «…Кожен ранок Коменд[ант] приходить у наші кімнати. Нарешті після тижня очікування знову принесли яйця для Бебі [сина]. …Раптово прислали за Льонькою Седньовим, щоб він пішов і провідав свого дядька, й він поспішно втік, гадаємо, чи правда все це, і чи побачимо ми хлопчика знову…» (рос. …Каждое утро Коменд[ант] приходит в наши комнаты. Наконец по прошествии недели снова принесли яйца для Бэби [наследника]. …Внезапно прислали за Лёнькой Седнёвым, чтобы он пошел и попроведовал своего дядю, и он поспешно убежал, гадаем, правда ли все это и увидим ли мы мальчика снова…).
Цар у своєму щоденнику описує ряд побутових подробиць: прибуття царських дітей із Тобольська, зміни у складі свити («Вирішив відпустити мого старого Чемодурова для відпочинку й замість нього взяти на деякий час Труппа» (рос. Решил отпустить моего старика Чемодурова для отдыха и вместо него взять на время Труппа)), погода, прочитані книги, особливості режиму, свої враження від вартових та від умов утримання («Неможливо сидіти ось так закритому та не мати змоги вийти в сад, коли хочеться, й провести гарний вечір на свіжому повітрі! Тюремний режим!!» (рос. Несносно сидеть так взаперти и не быть в состоянии выйти в сад, когда хочется, и провести хороший вечер на воздухе! Тюремный режим!!)). Цар необережно згадав і про листування з анонімним «російським офіцером» («днями ми отримали два листи, один за іншим, у як. нам повідомляли, щоб ми приготувались до викрадення якимись відданими людьми!» (рос. на-днях мы получили два письма, одно за другим, в кот. нам сообщали, чтобы мы приготовились быть похищенными какими-то преданными людьми!))
Із щоденника можна дізнатись думку Миколи про обидвох комендантів: Авдеєва він назвав «поганцем» (запис від 30 квітня, понеділок), який один раз був «трохи веселеньким». Також цар висловив незадоволення розкраданням речей (запис від 28 травня / 10 червня):

У сараї, де знаходяться наші скрині, постійно відкривають ящики та виймають різні предмети та провізію з Тобольська. І при цьому без усілякого пояснення причин. Усе це наводить на думку, що речі, які сподобались, дуже легко можуть вивозитись додому й, значить, пропасти для нас! Мерзотно!
Оригінальний текст (рос.)
В сарае, где находятся наши сундуки, постоянно открывают ящики и вынимают разные предметы и провизию из Тобольска. И при этом без всякого объяснения причин. Все это наводит на мысль, что понравившиеся вещи очень легко могут увозиться по домам и, стало быть, пропасть для нас! Омерзительно!

Проте, думка про Юровського залишилась не кращою: «Цей тип нам подобається все менше!».; про Авдеєве: «Жаль Авдеєва, проте він винний у тому, що не втримав своїх людей від крадіжок зі скринь у сараї»; «За чутками, деякі з авдеєвців сидять уже під арештом!»
У запису від 28 травня / 10 червня, як пише історик Мельгунов, знайшли відображення відголоски подій, що відбувались за межами будинку Іпатьєва:

Зовнішні відношення також за останні тижні змінились: тюремники стараються не говорити з нами, як ніби їм ніяково, і відчувається ніби тривога чи відчуття якоїсь небезпеки у них! Незрозуміло!
Оригінальний текст (рос.)
Внешние отношения также за последние недели изменились: тюремщики стараются не говорить с нами, как будто им не по себе, и чувствуется как бы тревога или опасение чего-то у них! Непонятно!

У запису від 6 травня (неділя) зазначено: «Дожив до 50 років, аж самому дивно!»
У щоденнику Олександри Федоровни є запис, який стосується зміни комендантів:

Авдеєв замінений, і ми отримали нового коменданта [Юровського], який приходив уже одного разу дивитися ногу бебі. Із молодим помічником [Нікуліним], який виглядає дуже приємним…
Оригінальний текст (рос.)
Авдеев сменён, и мы получили нового коменданта [Юровского], который приходил уже однажды смотреть ногу бэби. С молодым помощником [Никулиным], который выглядит очень приятным…

## Знищення та захоронення останків

### Версія Юровського
За спогадами Юровського, він відбув до рудника приблизно о третій годині ночі 17 липня. Юровський повідомляє, що, найімовірніше, Голощокін доручив провести захоронення П. З. Єрмакову. Проте справи не пішли так добре, як хотілось: Єрмаков привів забагато людей для поховальної команди («Навіщо їх стільки, я й досі не знаю, я почув лише окремі вигуки, — ми думали, що нам їх сюди живими дадуть, а тут, виявляється, мертві» (рос. Зачем их столько, я и до сих пор не знаю, я услышал только отдельные выкрики, — мы думали, что нам их сюда живыми дадут, а тут, оказывается, мертвые)); вантажівка застрягла; знайшлись зашиті в одязі великих княжен дорогоцінності, дехто з людей Єрмакова розпочав їх присвоювати. Юровський розпорядився приставити до вантажівки охоронців. Тіла перевантажили на прольотки. На шляху й біля наміченої для поховання шахти зустрілись сторонні. Юровський виділив людей для оточення району, а також для повідомлення в село, що в районі діють чехословаки і що виїжджати з села заборонено під загрозою розстрілу. Бажаючи позбутися присутності надмірно великої поховальної команди, він відсилає частину людей у місто «у зв'язку з непотрібністю». Наказує розпалити багаття, щоб спалити одяг як можливий речовий доказ.
Із спогадів Юровського (орфографія збережена):

На дочках же були ліфи, так добре зроблені із суцільних діамантових та ін. цінних каменів, які являли собою не лише місткості для цінностей, а й разом із тим і захисні панцирі.
Ось чому ні кулі, ні багнет не давали результатів при стрільбі та ударах багнета. У цих їх передсмертних муках, до речі, крім них самих, ніхто не повинен. Цінностей цих виявилось усього біля (пів)пуда. Скнарість була така велика, що на О[лександрі] Федорівні, між іншим, був просто великий шматок круглого золотого дроту, загнутого у вигляді браслету, вагою біля фунта… Ці частини цінностей, які були при розкопках знайдені, належали безсумнівно до зашитих окремо речей і при спалюванні залишились у золі багать.
Оригінальний текст (рос.)
На дочерях же были лифы, так хорошо сделаны из сплошных бриллиантовых и др. ценных камней, представлявших собой не только вместилища для ценностей, но и вместе с тем и защитные панцыри.

 Вот почему ни пули, ни штык не давали результатов при стрельбе и ударах штыка. В этих их предсмертных муках, кстати сказать, кроме их самих, никто не повинен. Ценностей этих оказалось всего около (полу)пуда. Жадность была так велика, что на А[лександре] Федоровне, между прочим, был просто огромный кусок круглой золотой проволоки, загнутой в виде браслета, весом около фунта… Те части ценностей, которые были при раскопках обнаружены, относились несомненно к зашитым отдельно вещам и при сжигании остались в золе костров.

Після вилучення цінностей та спалювання одягу в багаттях покидали трупи в шахту, проте «…нова морока. Вода-ж лише покрила тіла, що ж тут робити?». Похоронна команда безуспішно спробувала обвалити шахту гранатами («бомбами»), після чого Юровський, за його словами, остаточно дійшов висновку, що захоронення трупів провалилось, оскільки їх легко було виявити і, окрім того, були свідки, що тут щось відбувалось. Залишивши охорону та забравши цінності, приблизно в дві години дня (у більш ранній версії спогадів — «годин у 10–11 ранку») 17 липня Юровський поїхав у місто. Приїхав до Уралоблвиконкому, доклав про ситуацію. Голощокін викликав Єрмакова та відправив витягати трупи. Юровський пішов до міськвиконкому до його голови С. Є. Чуцкаєву за порадою відносно місця для поховання. Чуцкаєв повідомив про глибокі закинуті шахти на Московському тракті. Юровський відбув роздивитись ці шахти, проте до місця відразу дістатися не зумів у зв'язку із тим, що поламались машини, довелось йти пішки. Повертався на реквізованих конях. За цей час з'явився інший план — спалити трупи.
Юровський не був повністю впевнений у тому, що спалювання буде успішним, тому як варіант надалі залишався план поховання трупів у шахтах Московського тракту. Окрім того, у нього виникла думка у випадку якоїсь невдачі поховати тіла групами у різних місцях на глинистій дорозі. Отже, були три варіанти дій. Юровський поїхав до комісара постачання Уралу Войкова, щоб отримати бензин або гас, а також сірчану кислоту, щоб знівечити обличчя, і лопати. Отримавши це, завантажили на підводи та відправили до місця знаходження трупів. Туди ж направили вантажівку. Сам Юровський залишився чекати Полушина, «„спеца“ по спалюванню», та прочекав його до 11 години вечора, але той так і не прибув, оскільки, як пізніше дізнався Юровський, упав із коня й пошкодив ногу. Годині о 12 ночі Юровський, не розраховуючи на надійність машини, відправився до місця, де знаходились тіла вбитих, верхи, проте цього разу інший кінь віддавив ногу йому, так що він годину не міг рухатися.
Юровський приїхав на місце уночі. Йшли роботи по витяганню тіл. Юровський вирішив захоронити кілька трупів по дорозі. До світанку 18 липня яма була майже готова, проте поруч з'явився сторонній чоловік. Довелось відмовитися й від цього плану. Дочекавшись вечора, завантажились на підводу (вантажівка чекала у такому місці, де вона не повинна була застрягнути). Потім їхали на вантажівці, і вона застрягла. Наближалась північ, і Юровський вирішив, що ховати слід десь тут, оскільки було темно і ніхто не міг стати свідком захоронення.

…усі так диявольськи замучились, що вже не хотіли копати нової могили, проте, як завжди в таких випадках буває, двоє-троє взялись за справу, потім приступили інші, відразу розвели багаття, і поки готувалась могила, ми спалили два трупи: Олексія та помилково замість Олександри Федорівни спалили, очевидно, Демидову. На місці спалювання викопали яму, склали кості, зарівняли, знову запалили велике багаття й золою сховали усілякі сліди.

 До того як склали в яму решту трупів, ми облили їх сірчаною кислотою, яму завалили, шпалами закрили, вантажівка пуста проїхала, трохи втрамбували шпали й поставили крапку.
Оригінальний текст (рос.)
…все так дьявольски устали, что уж не хотели копать новой могилы, но, как всегда в таких случаях бывает, двое-трое взялись за дело, потом приступили другие, тут же развели костер, и пока готовилась могила, мы сожгли два трупа: Алексея и по ошибке вместо Александры Федоровны сожгли, очевидно, Демидову. На месте сжигания вырыли яму, сложили кости, заровняли, снова зажгли большой костер и золой скрыли всякие следы.

 Прежде чем сложить в яму остальные трупы, мы облили их серной кислотой, яму завалили, шпалами закрыли, грузовик пустой проехал, несколько утрамбовали шпалы и поставили точку.

Свої спогади про захоронення трупів залишили також І. Родзинський і М. О. Медведєв (Кудрін) (Медведєв, за власним визнанням, у захороненні особисто участі не брав та переказував події зі слів Юровського і Родзинського). За спогади самого Родзинського:

Ми відразу ж цю трясовину розколупали. Вона глибока бог зна куди. Ну, тут частину розклали цих самих голубчиків і розпочали заливати сірчаною кислотою, знівечили все, а потім все це в трясовину. Неподалік була залізниця. Ми привезли гнилих шпал, проклали маятник, через саму трясовину. Розклали ці шпали у вигляді містка такого закинутого через трясовину, а решту на деякій відстані стали спалювати.
Але ось, пам'ятаю, Миколу спалили, чи був той самий Боткін, я зараз не можу вам точно сказати, ось така пам'ять. Скільки ми спалили, чи чотирьох, чи п'ятьох, чи шістьох человек спалили. Кого, це вже точно я не пам'ятаю. От Миколу точно пам'ятаю. Боткіна і, по-моєму, Олексія.
Оригінальний текст (рос.)
Мы сейчас же эту трясину расковыряли. Она глубокая бог знает куда. Ну, тут часть разложили этих самых голубчиков и начали заливать серной кислотой, обезобразили все, а потом все это в трясину. Неподалеку была железная дорога. Мы привезли гнилых шпал, проложили маятник, через самую трясину. Разложили этих шпал в виде мостика такого заброшенного через трясину, а остальных на некотором расстоянии стали сжигать. Но вот, помню, Николай сожжён был, был этот самый Боткин, я сейчас не могу вам точно сказать, вот уже память. Сколько мы сожгли, то ли четырёх, то ли пять, то ли шесть человек сожгли. Кого, это уже точно я не помню. Вот Николая точно помню. Боткина и, по-моему, Алексея.

### Аналіз слідчого Соловйова
Старший прокурор-криміналист Головного слідчого управління Генеральної прокуратури РФ В. М. Соловйов провів порівняльний аналіз радянських джерел (спогади учасників подій) та матеріалів слідства Соколова.
Виходячи із цих матеріалів, слідчий Соловйов зробив такий висновок:

Порівняння матеріалів учасників захоронення та знищення трупів і документів із слідчої справи Соколова М. О. про маршрути пересування і маніпуляції з трупами дають основу для твердження про те, що описуються ці ж самі місця, біля шахти # 7, біля переїзду # 184. Дійсно, Юровський та інші спалювали одежу та взуття на місці, дослідженому Магницьким і Соколовим, при захороненні використовувалась сірчана кислота, два трупи, але не всі, були спалені. Детальне зіставлення цих та інших матеріалів справи дає основу для твердження, що істотних, взаємовиключних протиріч у «радянських матеріалах» і матеріалах Соколова М. О. немає, є лише різне тлумачення цих самих подій.
Оригінальний текст (рос.)
Сравнение материалов участников захоронения и уничтожения трупов и документов из следственного дела Соколова Н. А. о маршрутах передвижения и манипуляциях с трупами дают основания для утверждения о том, что описываются одни и те же места, возле шахты # 7, у переезда # 184. Действительно, Юровский и другие сжигали одежду и обувь на месте, исследованном Магницким и Соколовым, при захоронении использовалась серная кислота, два трупа, но не все, были сожжены. Детальное сопоставление этих и иных материалов дела дает основания для утверждения, что существенных, исключающих друг друга противоречий в «советских материалах» и материалах Соколова Н. А. нет, имеется лишь различное истолкование одних и тех же событий.

Соловйов також указав, що, згідно даних дослідження, при умовах, при яких проводилось знищення трупів, повністю не було можливо знищити останки, використовуючи сірчану кислоту та пальне, як вказано у спогадах учасників розстрілу та матеріалах Соколова.

## Реакція на розстріл
У збірці «Революція захищається» (1989) мовиться, що розстріл Миколи II ускладнив ситуацію на Уралі, про що свідчать згадані у книжці заколоти, які спалахнули в ряді районів Пермської, Уфимської та Вятської губерній. Стверджується, що під впливом меншовиків та есерів повстали дрібна буржуазія, значна частина середнього селянства та окремі прошарки робітників. Заколотники жорстоко розправлялись з комуністами, державними службовцями та їх сім'ями. Зокрема, в Кизбангашевській волості Уфимської губернії повстанцями вбито 300 осіб. Деякі заколоти вдавалось придушити швидко, проте частіше повсталі чинили тривалий опір.
Проте історик Г. З. Йоффе в монографії «Революція та доля Романових» (1992) пише, що, за повідомленнями багатьох сучасників, у тому числі й із антибільшовицького середовища, звістка про страту Миколи II «взагалі пройшла малопоміченою, без проявів протесту». Йоффе цитує спогади В. М. Коковцова: «…У день друку звістки я був двічі на вулиці, їздив у трамваї й ніде не бачив ні найменшого проблиску жалю або співчуття. Звістка читалась голосно, з усмішками, знущаннями та найбезжальнішими коментарями… Якесь беззмістовне очерствіння, якась похвала кровожерністю…» (рос. …В день напечатания известия я был два раза на улице, ездил в трамвае и нигде не видел ни малейшего проблеска жалости или сострадания. Известие читалось громко, с усмешками, издевательствами и самыми безжалостными комментариями… Какое-то бессмысленное очерствение, какая-то похвальба кровожадностью…)
Подібну думку висловлює історик В. П. Булдаков. На його думку, в той час доля Романових мало кого цікавила, й задовго до їх загибелі ходили чутки, що нікого із членів імператорської сім'ї вже немає серед живих. Згідно Булдакову, городяни сприйняли звістку про вбивство царя «з тупою байдужістю», а багаті селяни — зі здивуванням, проте без усякого протесту. Булдаков приводить фрагмент із щоденників Зінаїди Гіппіус, як характерний приклад подібної реакції немонархічної інтелігенції: «Худенького офіцера не шкода, звичайно,…він давно був із мертвечинкою, проте огидне потворність усього цього — неможливо зносити» (рос. Щупленького офицера не жаль, конечно,…он давно был с мертвечинкой, но отвратительное уродство всего этого — непереносно).

## Розслідування

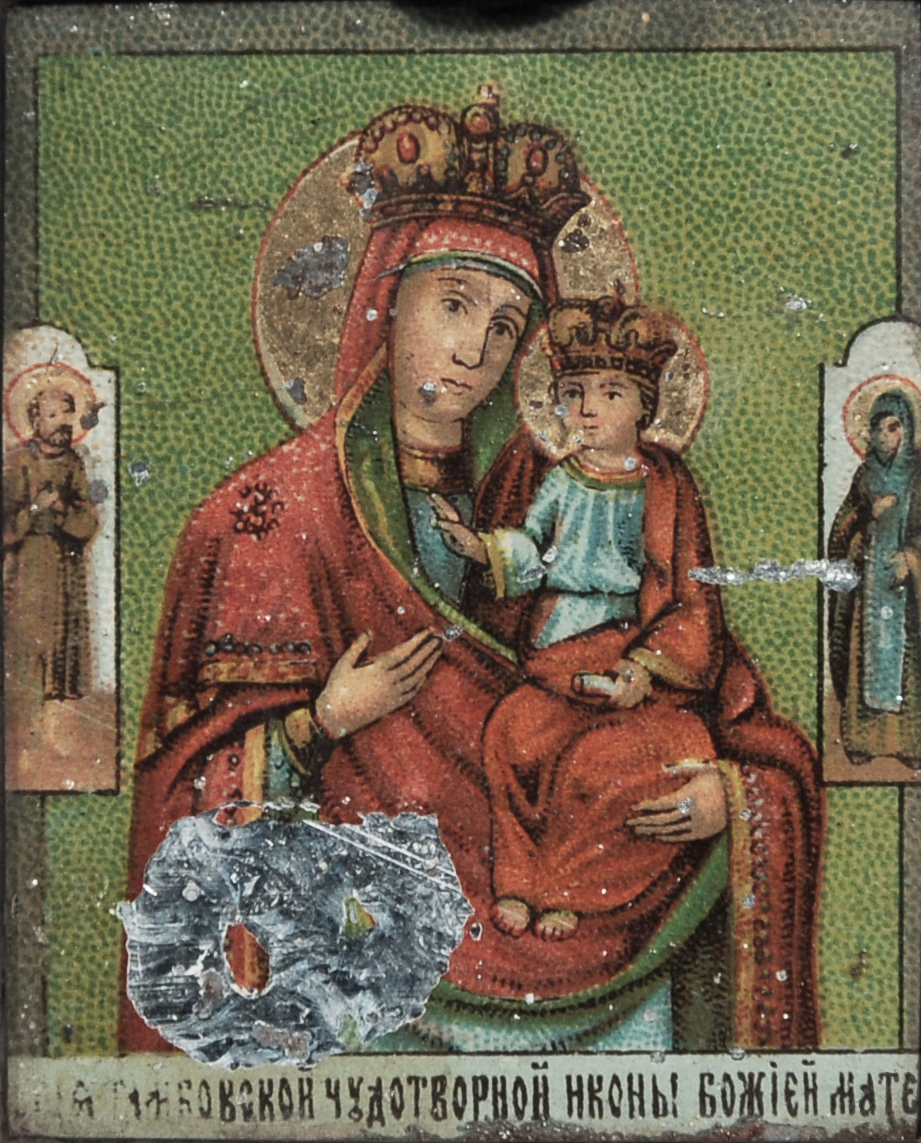
Ікона «Пресвята Богородиця Тамбовська». Знайдена слідством 1919 року в будинку Іпатьєва. Свято-Троїцька Духовна Семінарія, Джорданвіль, США

25 липня 1918 року, через вісім днів після розстрілу царської сім'ї, Єкатеринбург зайняли частини Білої армії та загони Чехословацького корпусу. Військовою владою розпочатий пошук царської сім'ї, яка щезла.
30 липня розпочалось розслідування обставин її загибелі. Для розслідування постановою Єкатеринбурзького окружного суду був призначений слідчий у найважливіших справах О. П. Намьоткін. 12 серпня 1918 року розслідування доручили вести члену Єкатеринбурзького окружного суду І. О. Сергеєву, який оглянув будинок Іпатьєва, у тому числі й напівпідвальну кімнату, де була розстріляна царська сім'я, зібрав та описав речові докази, знайдені в «Будинку особливого призначення» та на руднику. Із серпня 1918 року до розслідування підключився призначений начальником карного розшуку Єкатеринбурга О. Ф. Кірста.
17 січня 1919 року для нагляду за розслідуванням справи про вбивство Романових Верховний правитель Росії адмірал О. В. Колчак призначив головнокомандувача Західним фронтом генерал-лейтенанта М. К. Дітеріхса. 26 січня Дітеріхс отримав матеріали слідства, яке провели Намьоткін і Сергеєв, в оригіналі. Наказом від 6 лютого 1919 року розслідування покладено на слідчого із особливо важливих справ Омського окружного суду М. О. Соколова (1882—1924). Саме завдяки його копіткій роботі уперше стали відомими подробиці розстрілу та захоронення царської сім'ї. Розслідування Соколов продовжив навіть у еміграції, аж до своєї раптової смерті. За матеріалами розслідування ним була написана книга «Убивство царської сім'ї», яка вийшла французькою мовою в Парижі ще за життя автора, а після його смерті, 1925 року, видана російською мовою.

### Розслідування кінця XX та початку XXI століть
Обставини загибелі царської сім'ї розслідувались у рамках кримінальної справи, порушеної 19 серпня 1993 року за вказівкою Генерального прокурора Російської Федерації. Матеріали урядової Комісії з вивчення питань, пов'язаних із дослідженням та перепохованням останків колишнього російського імператора Миколи II та членів його сім'ї, опубліковані. Криміналіст Сергій Нікітін 1994 року виконав реконструкцію зовнішнього вигляду власників знайдених черепів за методом Герасимова.

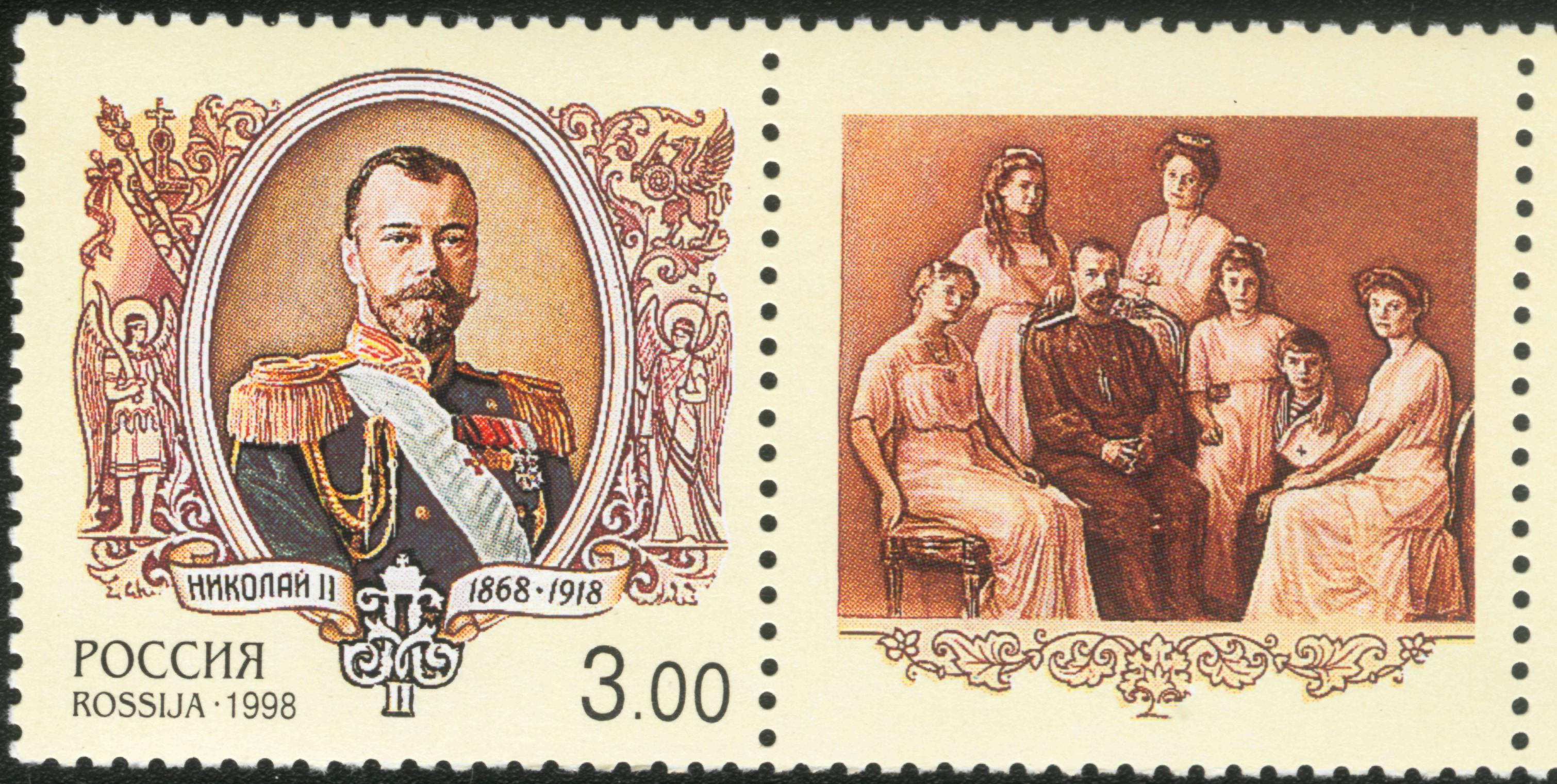
Поштова марка Росії, присвячена 80-річчю загибелі Миколи II і царської сім'ї, 1998, 3 рублі (ІТЦ 446, Скотт 6460)

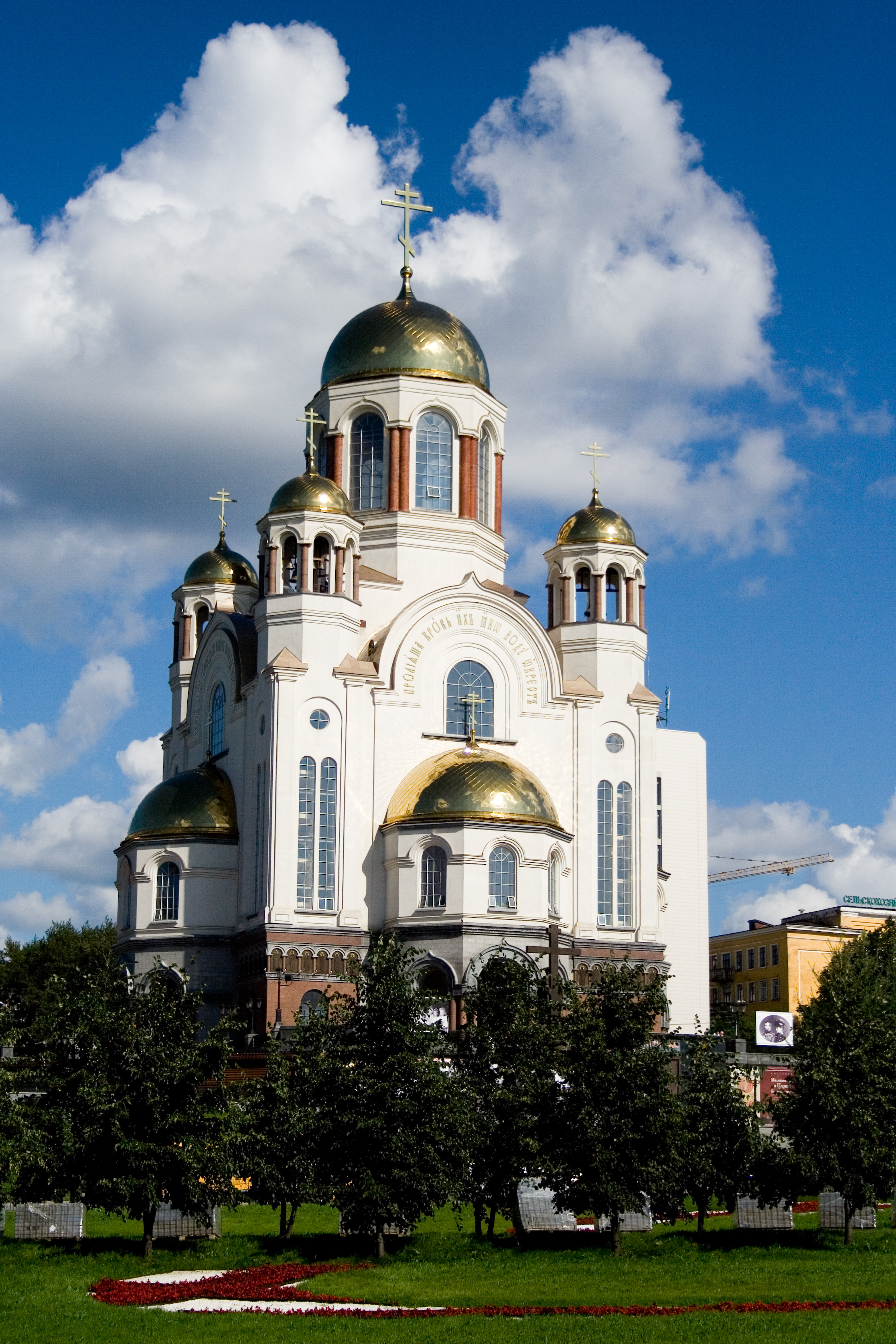
Храм-на-Крові на честь Всіх Святих, що просяяли у Землі Російській, на місці будинку Іпатьєва в Єкатеринбурзі

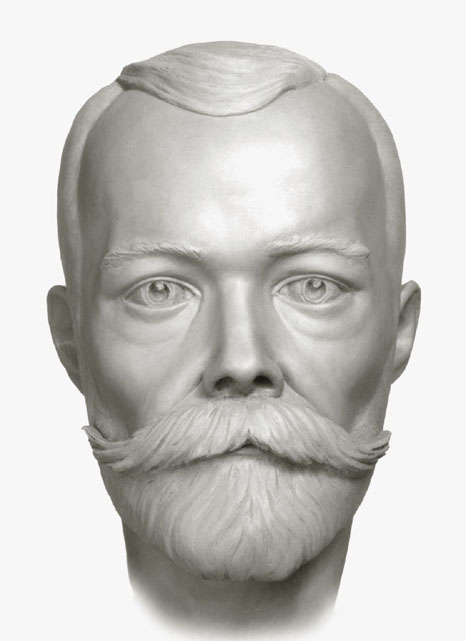
Микола II
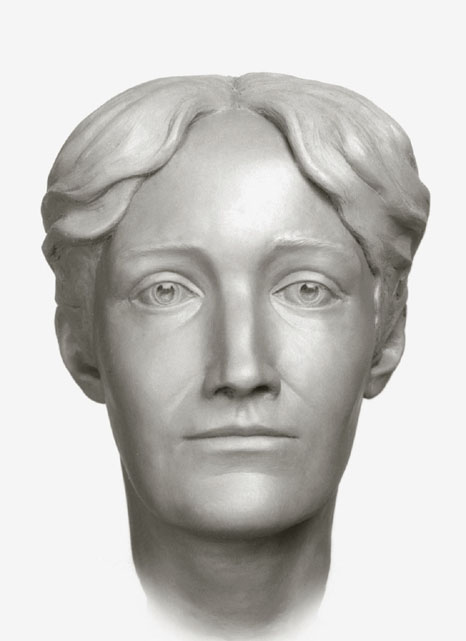
Олександра Федорівна
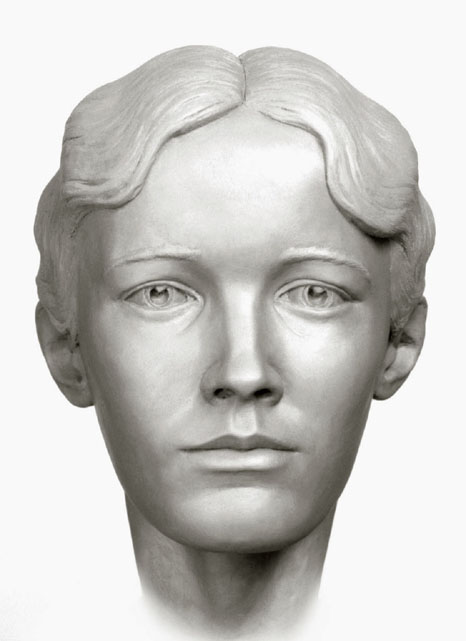
Ольга Миколаївна
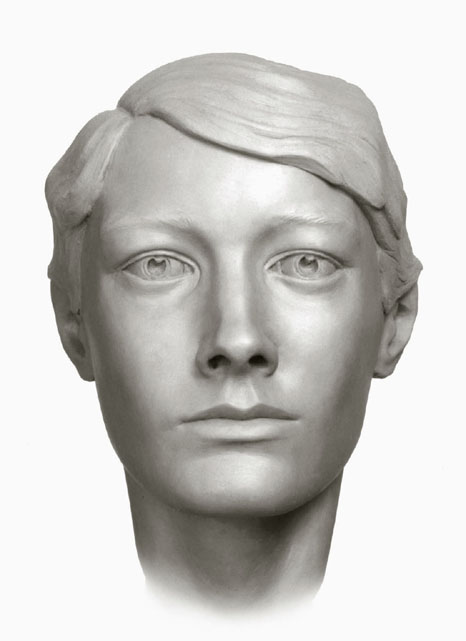
Тетяна Миколаївна
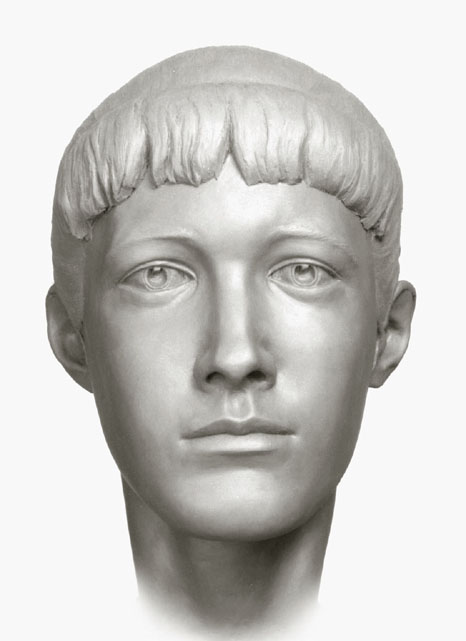
Анастасія Миколаївна
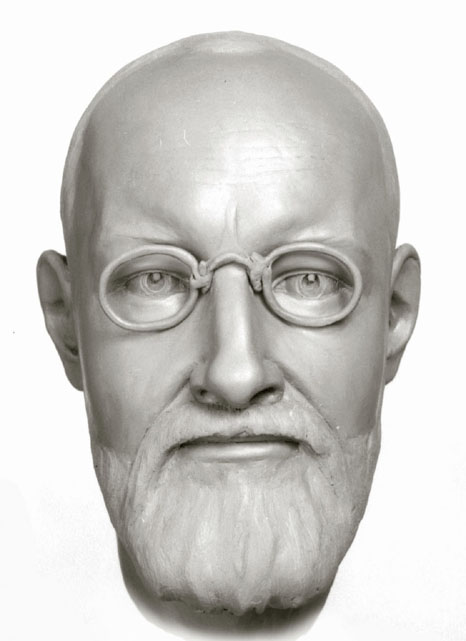
Доктор Боткін
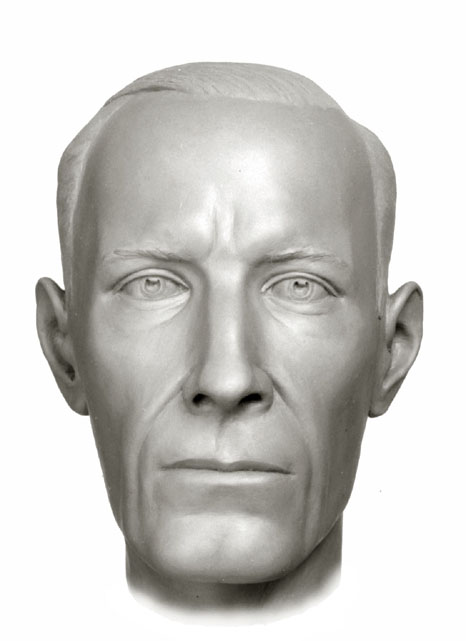
Камердинер Трупп
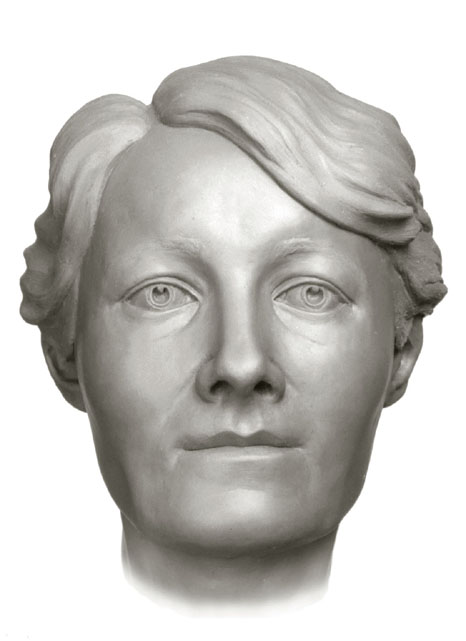
Анна Демидова, покоївка

Слідчий із особливо важливих справ Головного слідчого управління Слідчого комітету при Прокуратурі Російської Федерації В. М. Соловйов, який вів кримінальну справу за фактом загибелі царської сім'ї, розглянувши спогади осіб, які особисто брали участь у розстрілі, а також покази інших колишніх охоронців будинку Іпатьєва, зробив висновок, що в описі розстрілу вони не протирічать один одному, розрізняючись лише в дрібних деталях.
Соловйов заявив, що він не виявив документів, які б напряму доводили ініціативу Леніна і Свердлова у знищенні родини Романових. Разом із тим на питання про те, чи є вина Леніна і Свердлова у розстрілі царської сім'ї, він відповів:
Я вважаю, безперечно, вона є. 18 липня 1918 року, дізнавшись, що вбито всю сім'ю, вони офіційно схвалили розстріл, жодного із організаторів та учасників розстрілу не було покарано.
Оригінальний текст (рос.)
Я считаю, безусловно, она есть. 18 июля 1918 года, узнав, что убита вся семья, они официально одобрили расстрел, ни один из организаторов и участников расстрела не понёс никакого наказания.

Між тим, історик О. Г. Латишев зазначає, що якщо Президія ВЦВК під головуванням Свердлова схвалила (визнала правильним) рішення Уралоблради про розстріл Миколи II, то очолюваний Леніним Раднарком це рішення лише «взяв до відома».
Соловйов повністю відкинув «ритуальну версію», вказавши, що більшість учасників обговорення способу вбивства були росіянами, у самому вбивстві брав участь лише один єврей (Юровський), а інші були росіянами і латишами. Також слідством відхилена проштовхувана М. К. Дітеріхсом версія про «відрубування голів» з ритуальною метою. Згідно висновку судово-медичної експертизи, на шийних хребцях усіх скелетов відсутні сліди посмертного відчленування голів.
У жовтні 2011 року Соловйов передав представникам дому Романових постанову про припинення розслідування справи. В офіційному висновку Слідчого комітету Росії, оголошеному в жовтні 2011 року, вказувалось, що слідство не володіє документальними доказами причетності Леніна або когось іншого з вищого керівництва більшовиків до розстрілу царської сім'ї. Сучасні російські історики вказують на невідповідність висновків про ніби то непричетність лідерів більшовиків до вбивства на основі відсутності в сучасних архівах документів прямої дії: Ленін практикував особисте прийняття й віддачу самих кардинальних розпоряджень на місця таємно і якнайбільш конспіративно. На думку О. М. Боханова, ні Ленін, ні його оточення нізащо не віддали б письмового наказу з питання, пов'язаного з убивством царської сім'ї. Окрім того, Боханов відзначав, що «дуже багато подій в історії не відображені документами прямої дії», у чому немає нічого дивного. Історик-архівіст В. М. Хрустальов, проаналізував листування, що перебувало в розпорядженні істориків, між різними урядовими відомствами того періоду, що стосувалась представників дому Романових, писав, що зовсім логічно припустити ведення «подвійного діловодства» у більшовицькому уряді, подібно до ведення «подвійної бухгалтерії». Директор канцелярії Дому Романових Олександр Закатов від імені Романових також прокоментував цю постанову таким чином, що лідери більшовиків могли віддавати не письмові накази, а усні розпорядження.
Проаналізувавши відношення керівництва більшовиків та радянського уряду до вирішення питання про долю Романових, слідство відзначило вкрай загострене політичне становище в липні 1918 року, пов'язане з рядом подій, у числі яких були убивство 6 липня лівим есером Я. Г. Блюмкіним німецького посла В. Мірбаха з метою привести до розірвання Берестейського миру і повстання лівих есерів. У цих умовах розстріл царської сім'ї міг негативно вплинути на подальші відносини між РРФСР та Німеччиною, оскільки Олександра Федорівна та її дочки були німецькими принцесами. Не виключалась можливість видачі одного чи кількох членів царської сім'ї Німеччині для того, щоб пом'якшити гостроту конфлікту, що виник унаслідок убивства посла. Протилежна позиція з цього питання була, за даними слідства, у керівників Уралу, Президія обласної ради якого готова була знищити Романових ще у квітні 1918 року під час їх переведення із Тобольська до Єкатеринбурга.
В. М. Хрустальов писав, що поставити остаточну крапку в розслідуванні обставин убивства царської сім'ї заважає та обставина, що історики та дослідники до цього часу не мають можливості вивчати архівні матеріали, які стосуються загибелі представників дому Романових, які містяться у спеціальних сховищах ФСБ як центрального, так і обласного рівня. Історик висловив припущення, що хтось досвідчений цілеспрямовано «вичистив» архіви ЦК РКП(б), колегії ВЧК, Уральського облвиконкому та Єкатеринбурзької ЧК за літо й осінь 1918 року. Переглядаючи розрізнені повістки засідань ВЧК, доступі історикам, Хрустальов зробив висновок, що були вилучені документи, в яких згадувались імена представників династії Романових. Він писав, що ці документи не могли знищити — їх, імовірно, перевели на зберігання в Центральний партійний архів або «спецхрани». Фонди цих архівів на момент написання істориком книжки не були доступні дослідникам.
У вересні 2015 року Слідчий комітет Росії відновив розслідування за фактом загибелі сім'ї Романових. 23 вересня слідчі провели ексгумацію останків Романових, похованих у Петропавлівській фортеці, та вилучили зразки останків Миколи II та Олександри Федорівни.

## Подальша доля осіб, причетних до розстрілу
Члени Президії Уральської обласної ради:
- Олександр Бєлобородов — 1927 року виключений із ВКП (б) за участь у троцькістській опозиції, у травні 1930 відновлений, у 1936 знову виключений. У серпні 1936 року арештований, 8 лютого 1938 року військовою колегією Верховного суду СРСР засуджений до розстрілу, наступного дня розстріляний.[179]
 1919 року Бєлобородов писав: «…Основне правило при розправі з контрреволюціонерами: захоплених не судять, а проводять із ними масову розправу». Г. З. Йоффе відзначає, що через деякий час бєлобородовське правило відносно контрреволюціонерів стало застосовуватися одними більшовиками проти інших; цього Бєлобородов «найімовірніше, зрозуміти вуже не зумів. У 30-ті роки Бєлобородов був репресований і розстріляний. Коло замкнулося».[180]
- Філіп Голощокін — у 1925—1933 роках — секретар Казахського крайового комітету ВКП (б); здійснював насильницькі заходи, направлені на зміну образу життя кочівників та колективізацію, що призвело до великих жертв.[181] 15 жовтня 1939 року арештований, 28 жовтня 1941 року розстріляний.[182]
- Борис Дідковський — працював в Уральському держуніверситеті, Уральському геологічному тресті. 3 серпня 1937 року засуджений Військовою колегією Верховного суду СРСР до розстрілу як активний учасник антирадянської терористичної організації правих на Уралі. Розстріляний. У 1956 реабілітований. На честь Дідковського названа гірська вершина на Уралі.[183]
- Георгій Сафаров — 1927 року на XV з'їзді ВКП(б) виключений із партії «як активний учасник троцькістської опозиції», висланий до Ачинська. Після заяви про розрив із опозиціонерами за рішенням ЦК ВКП (б) відновлений у партії. У 30-ті роки знову виключений із партії, неодноразово арештовувався. 1942 року розстріляний. Посмертно реабілітований.[184]
- Микола Толмачов — у 1919 году в бою з військами генерала М. М. Юденича біля Луги вів бій, знаходячись у оточенні; щоб не потрапити в полон, застрелився. Похований на Марсовому полі в Санкт-Петербурзі.[185]

Безпосередні виконавці:
- Яків Юровський — помер 1938 року в Кремлівській лікарні від виразки шлунку.[186].
- Григорій Нікулін (помічник Юровського) — пережив чистку, залишив спогади (запис Радіокомітету 12 травня 1964 року).
- Петро Єрмаков — 1934 року пішов на пенсію, пережив чистку.[187]
- Михайло Медведєв — пережив чистку, перед смертю залишив детальні спогади про події (грудень 1963 року). Помер 13 січня 1964 року, похований на Новодівочому цвинтарі.[188]
- Павло Медведєв — брав участь у боях за Перм узимку 1918 року. За наказом командування він мав підірвати міст через Каму, але здався у полон білим. Невдовзі звільнений, працював санітаром у госпіталі, свою особу приховував, жив під прізвищем Бобильов. Через деякий час він признався сестрі милосердя у тому, що служив у загоні, який охороняв будинок Іпатьєва. 11 лютого 1919 року арештований агентом білогвардійського карного розшуку С. І. Алексеєвим. Помер у в'язниці 12 березня 1919 року, за одними даними, від висипного тифу[87], за іншими — від тортур.[189]

Інші:
- Петро Войков — убитий 7 червня 1927 року у Варшаві[49][190] білоемігрантом Борисом Ковердою. На честь Войкова названа станція метрополітену «Войківська» у Москві та ряд вулиць у містах колишнього СРСР.

Пермське вбивство:
- Гаврило Мясников — у 1920-ті роки приєднався до «робітничої опозиції», 1923 року репресований[191], у 1928 утік з СРСР. Розстріляний 1945 року; за іншими даним, помер у в'язниці 1946 року.[192]

## Канонізація царської сім'ї
1981 року царська сім'я була прославлена (канонізована) Російською православною церквою закордоном, a 2000 року — Російською православною церквою.

## Альтернативні теорії
Існують також і альтернативні версії стосовно долі царської сім'ї. До них належать версії про порятунок когось із сім'ї Романових та теорії змови. За однією із цих теорій, убивство царської сім'ї було ритуальним, здійсненим «жидомасонами», про що буцімто свідчили «кабалістичні знаки» в кімнаті, де проходив розстріл. У брошурі, виданій 1925 року, російський емігрант та окультист М. В. Скарятін запропонував таку розшифровку написів, буцімто знайдених колчаківцями в будинку Іпатьєва: «Тут, за наказом таємних сил, Цар був принесений у жертву для зруйнування Держави — про се повідомляються всі народи» (рос. Здесь, по приказу тайных сил, Царь был принесён в жертву для разрушения Государства — о сём извещаются все народы) У деяких варіантах цієї теорії стверджується, що голову Миколи II після розстрілу було відділено від тіла й заспиртовано. У книзі Р. Вільтона наведено конспірологічну версію про те, що розстріл було здійснено за вказівкою уряду Німеччини після відмови Миколи від створення в Росії пронімецької монархії на чолі з Олексієм.
Про те, що Микола II убитий, більшовики оголосили всім одразу після розстрілу, однак те, що розстріляно цілу сім'ю Романових, радянська влада спочатку замовчувала. Утаємниченість убивства та місць поховання призвела до того, що цілий ряд осіб заявляли пізніше про те, що вони є кимось із «чудесно врятованих» членів сім'ї. Однією з найвідоміших самозванок була Анна Андерсон, яка видавала себе за дивним чином врятовану Анастасію. На основі історії Анни Андерсон знято кілька художніх фільмів, зокрема, фільм «Анастасія: загадка Анни» (США, 1986).
Чутки про «чудесний порятунок» усієї або частини царської сім'ї, зокрема, й самого царя, почали поширюватися практично відразу після розстрілу. Так, авантюрист Б. М. Соловйов, який був чоловіком дочки Распутіна Мотрони, стверджував, що буцімто «Государ врятувався, перелетівши на літаку в Тибет до Далай-лами», а свідок Самойлов із посиланням на охоронця будинку Іпатьєва А. С. Варакушева стверджував, що царську сім'ю нібито не розстріляли, а «повантажили у вагон».
Американські журналісти А. Саммерс і Т. Манґольд у 1960-х —70-х роках вивчили невідому раніше частину архівів слідства 1918—1919 років, знайдену в 1930-х роках у США, та опублікували результати свого розслідування 1976 року в книзі «Справа царя» (The File on the tsar). На їхню думку, висновки М. О. Соколова про загибель усієї сім'ї Романових було зроблено під тиском О. В. Колчака, якому з певних причин було вигідно оголосити загиблими всіх членів родини. Більш об'єктивними вони вважають розслідування та висновки інших слідчих Білої армії (О. П. Намьоткіна, І. О. Сергєєва і О. Ф. Кірсти). На думку Саммерса і Манґольда, найімовірніше все-таки, що в Єкатеринбурзі було розстріляно лише Миколу II зі спадкоємцем престолу, а Олександру Федорівну з дочками було перевезено до Пермі й подальша їхня доля невідома. Автори розслідування схиляються до версії, що Анна Андерсон справді була великою княжною Анастасією.
У сучасній Росії версію імітації (симуляції) розстрілу Романових у будинку Іпатьєва з подальшим порятунком усіх або частини членів царської родини підтримує низка відомих істориків та публіцистів, зокрема, Юрій Жуков, Олександр Невзоров, Юрій Абарін та ін. В їхніх публікаціях наголошується на відсутності тіл убитих (головного доказу факту вбивства), суперечливості та неповноті багатьох свідчень і речових доказів, згаданих у книзі М. Соколова. Крім того, вони ставлять під сумнів достовірність генетичної експертизи імовірних решток жертв розстрілу, знайдених 1991 року під Єкатеринбургом.

## Виставки
- Виставка «Загибель сім'ї імператора Миколи II. Слідство довжиною у століття» (рос. Гибель семьи императора Николая II. Следствие длиною в век). (25 травня — 29 липня 2012, Виставковий зал федеральних архівів (Москва)[201]; з 10 липня 2013, Центр традиційної народної культури Середнього Уралу (Єкатеринбург).[202])

## У мистецтві
Тема, на відміну від інших революційних сюжетів (зокрема, «Взяття Зимового» або «Приїзду Леніна в Петроград») була мало відображена у радянському образотворчому мистецтві XX століття. Проте існує рання радянська картина В. М. Пчеліна «Передача сім'ї Романових Уралраді», написана 1927 року (див. іл. вище).
Набагато частіше вона зустрічається у кінематографі, в тому числі у фільмах: «Микола і Олександра» (1971), «Царевбивця» (1991), «Спокутна жертва» (1992), «Распутін» (1996), «Романови. Вінценосна сім'я» (2000), телесеріалі «Кінь білий» (1993) та п'ятому сезоні серіалу «Корона». Фільм «Распутін» розпочинається зі сцени розстрілу царської сім'ї.
Цій же темі присвячена п'єса «Будинок особливого призначення» Едварда Радзинського.
М. І. Цвєтаєва присвятила загибелі Романових велику «Поему про Царську Сім'ю» (1929—1936), яка дойшла до нас лише в чорнових фрагментах.